# Histoire du Stade toulousain

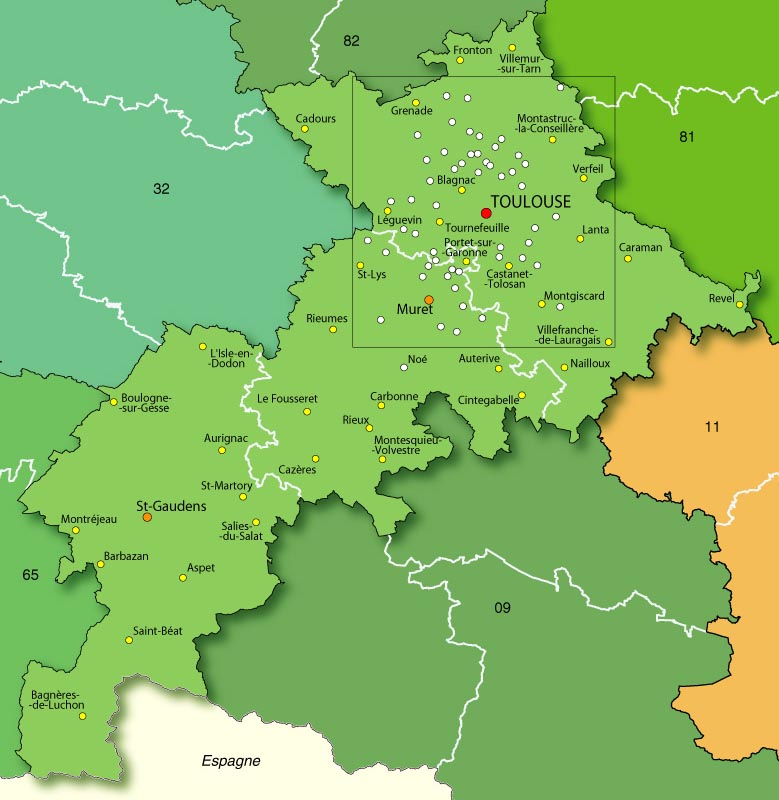
Carte de la Haute-Garonne.

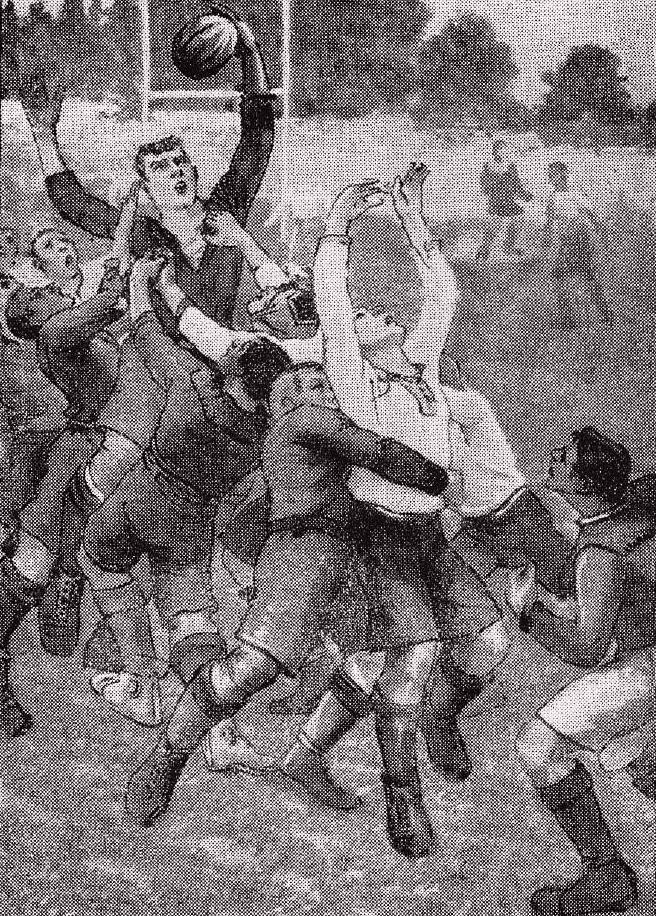
Les Équipes Toulousaines, un tableau de Georges Castex (vers 1900).

Cet article présente l'histoire du Stade toulousain.
| \| Localisation de Toulouse. · Toulouse \| Localisation de Toulouse. |
| Localisation de Toulouse. · Toulouse                                 |

## Genèse
Le rugby à XV fait son apparition à Toulouse à la fin du XIXe siècle et les premiers clubs se forment dans les années 1890. Ce sont notamment les lycéens et étudiants qui pratiquent ce sport dont l'existence en France est toute récente, avec la création du Havre Athletic Club en 1872. C'est d'ailleurs M. Claustre, un maître répétiteur au lycée qui ne s'appelle pas encore Fermat, qui, arrivant de cette ville, introduit le rugby à Toulouse. Les matchs se déroulent alors à la prairie des Filtres, située en centre-ville près du lycée et de l'université. Le SOET (Stade olympien des étudiants toulousains), créé en 1897 et regroupant des étudiants de toutes les disciplines, est bientôt scindé puisque l'USEV (Union sportive de l'École Vétérinaire) voit le jour en 1900 ou 1901. À ces deux clubs s'ajoutent le SAT (Sport Athlétique Toulousain).
Néanmoins, le SOET est le club principal de la ville et le 26 avril 1903, au stade de la prairie des Filtres à Toulouse, devant 5 000 spectateurs, il s'incline face au Stade français en finale du championnat de France, sur le score de 16 à 8 (le futur international Augustin Pujol rejoignant le Stade français la saison suivante).

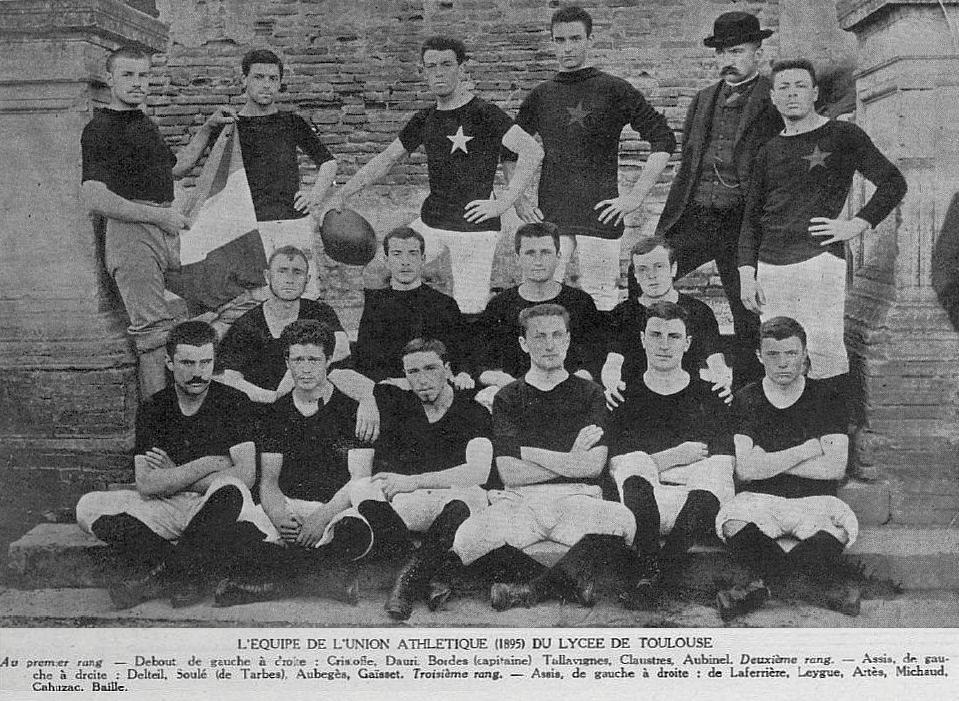
1895 - L'union Athlétique du Lycée de Toulouse.
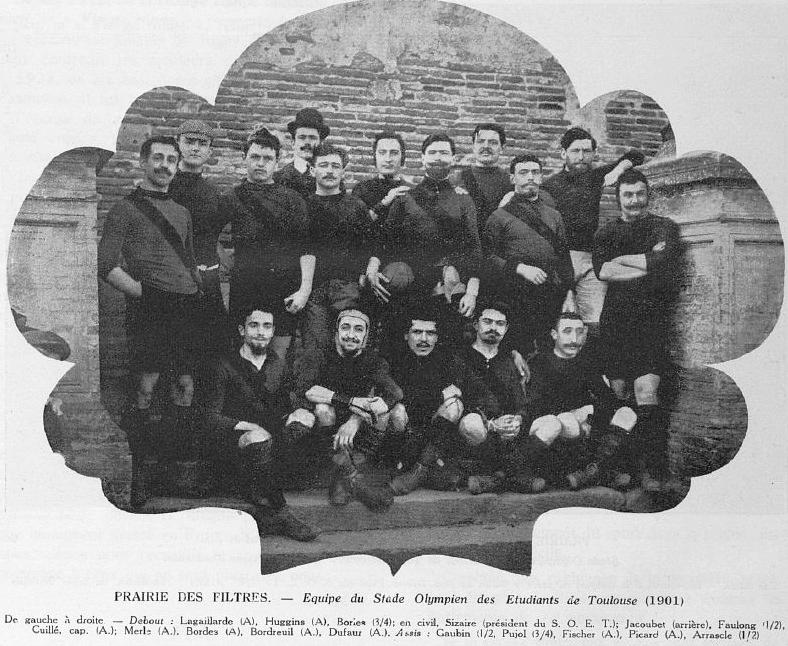
1901 - Le Stade Olympien des Étudiants de Toulouse (S.O.E.T.).
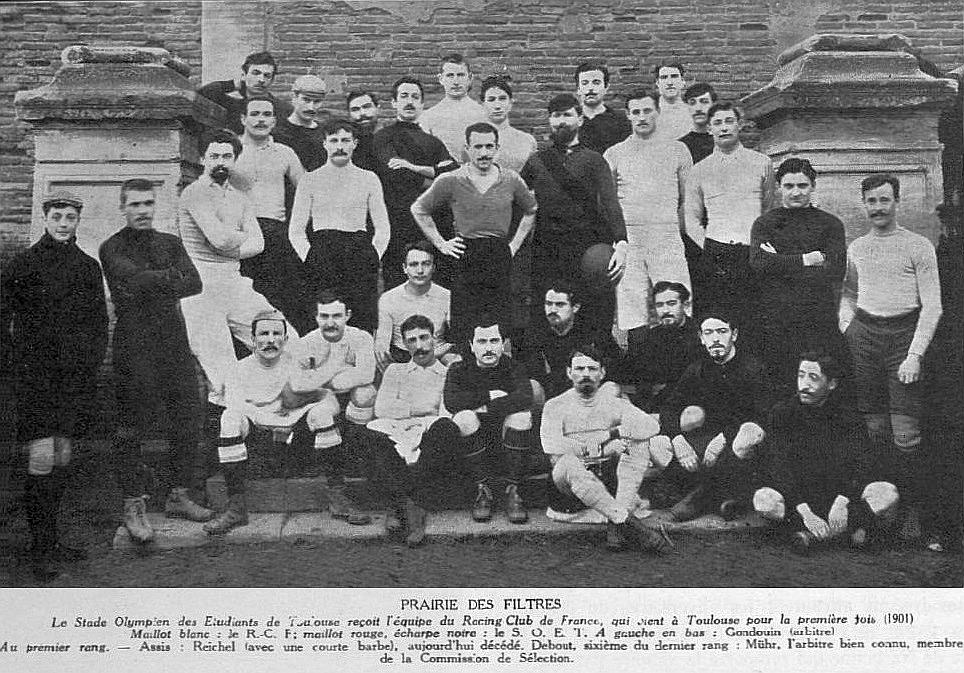
1901 - Première rencontre Stade Olympien des Étudiants de Toulouse (S.O.E.T., maillots sombres), contre le Racing Club de France (R.C.F., maillots blancs), organisée Prairie des Filtres.
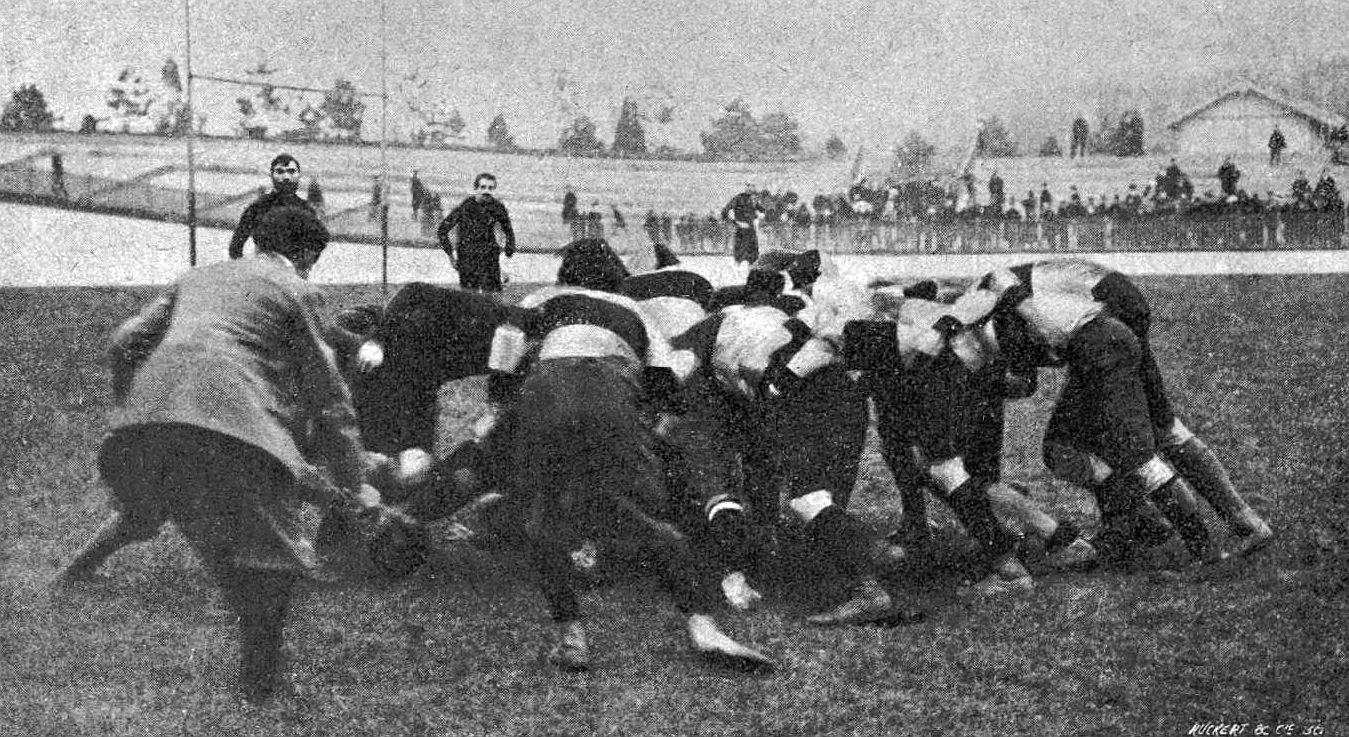
1902 (12 janvier) - Le Sporting Club Amateurs (maillot barré) bat le S.O.E.T. (maillots foncé), au terrain de la piste municipale du bois de Vincennes (première rencontre organisée à Paris avec un club toulousain).
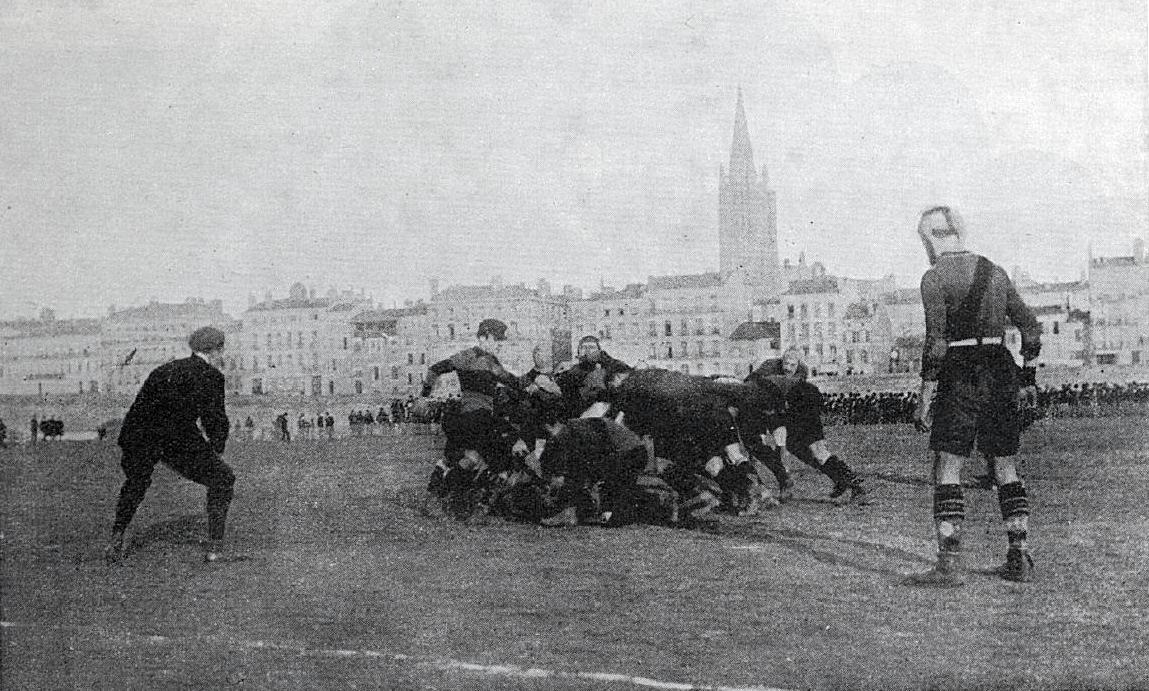
1902 - Prairie des Filtres, le S.O.E.T. contre le Sport Athlétique Toulousain.
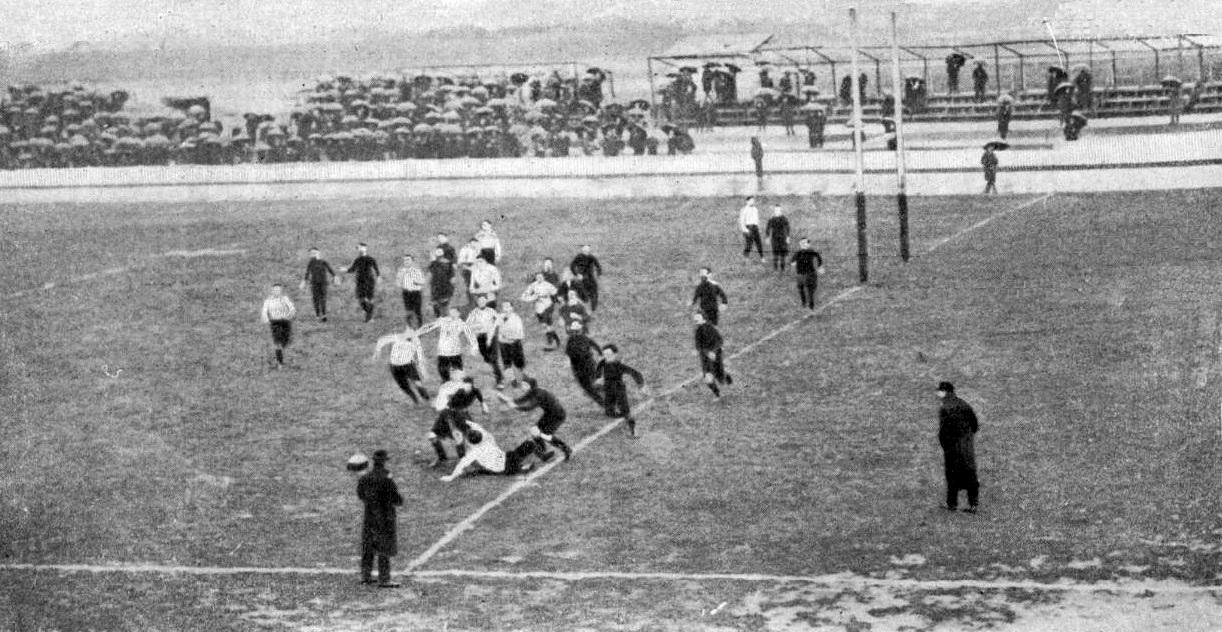
1903 (janvier) - Match RCF (en clair) - Toulouse (en sombre), sous la pluie.
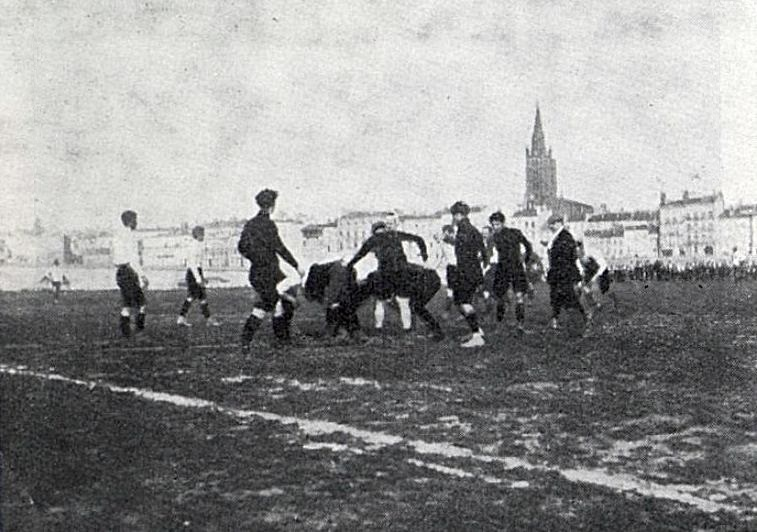
1903 - Prairie des Filtres, Stade Olympien des Étudiants (S.O.E.T.) contre Stade Bordelais.

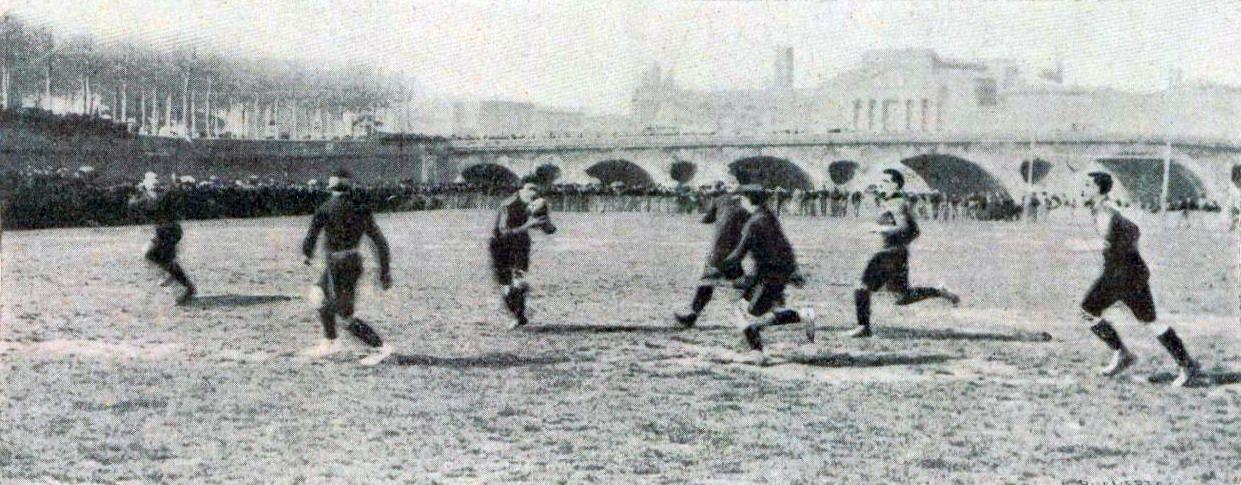
1903 - Finale du championnat de France de rugby : une passe entre trois-quarts stadistes français, en sortie de mêlée (Prairie des Filtres).
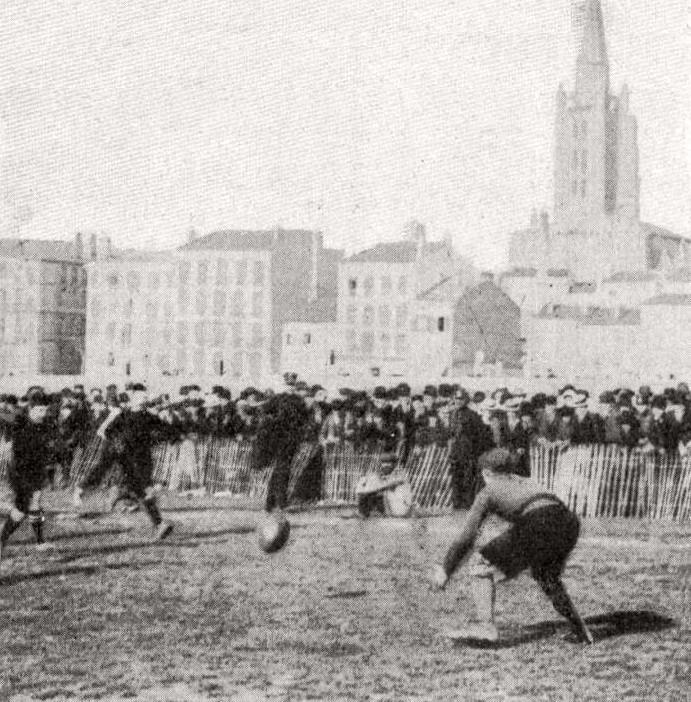
1903 - Finale toujours : l'arrière Saulnier du Stade français vient à l'encontre du ballon dribblé par les joueurs du S.O.E.T..
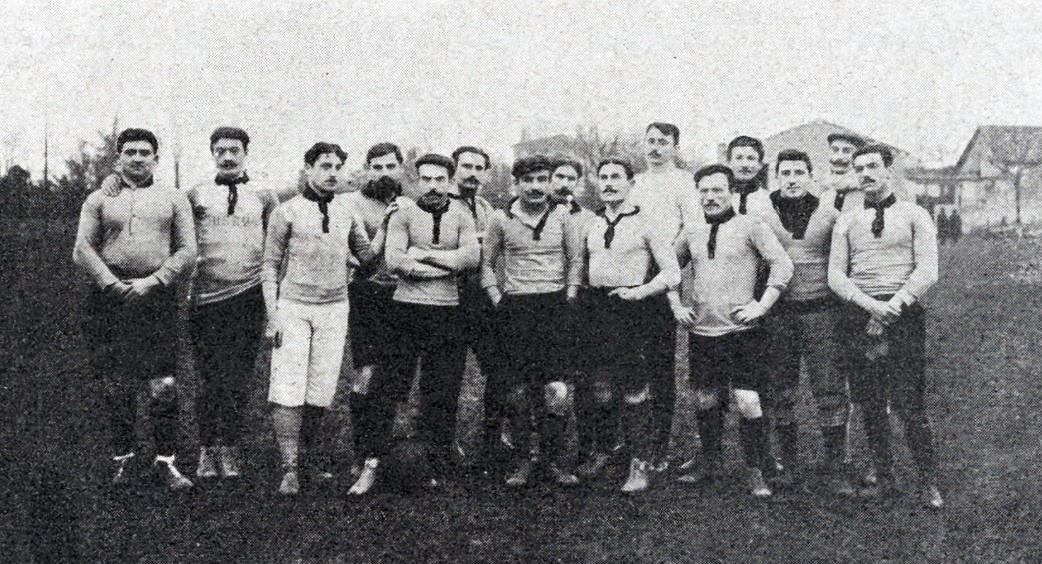
1903 (décembre), l'équipe de l'U.S.E.V.T., vainqueur du Lyon Olympique chez lui.
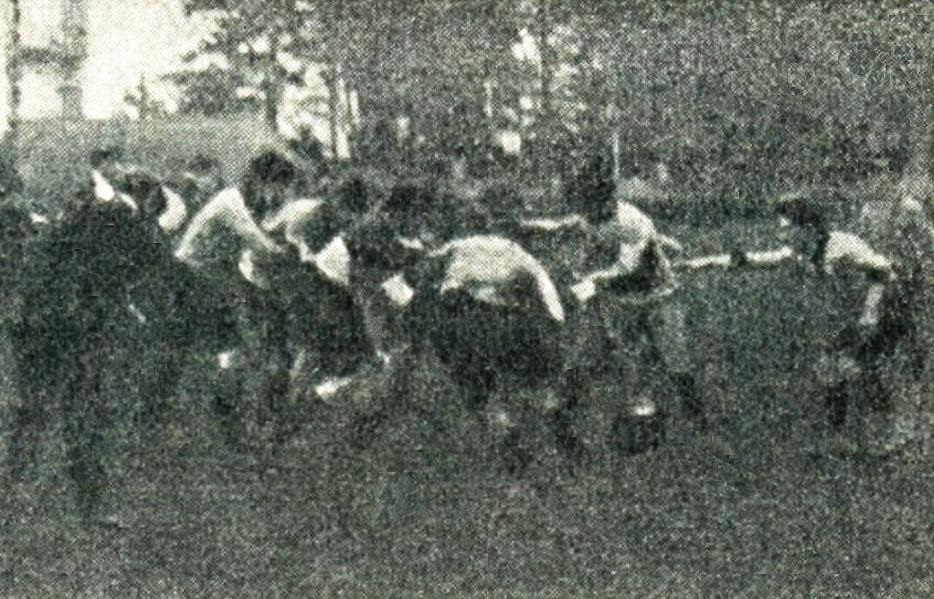
1904 (janvier), l'U.S.E.V.T. (maillots blanc) l'emporte à Tarbes, face au Stadoceste (maillots blanc et noir).
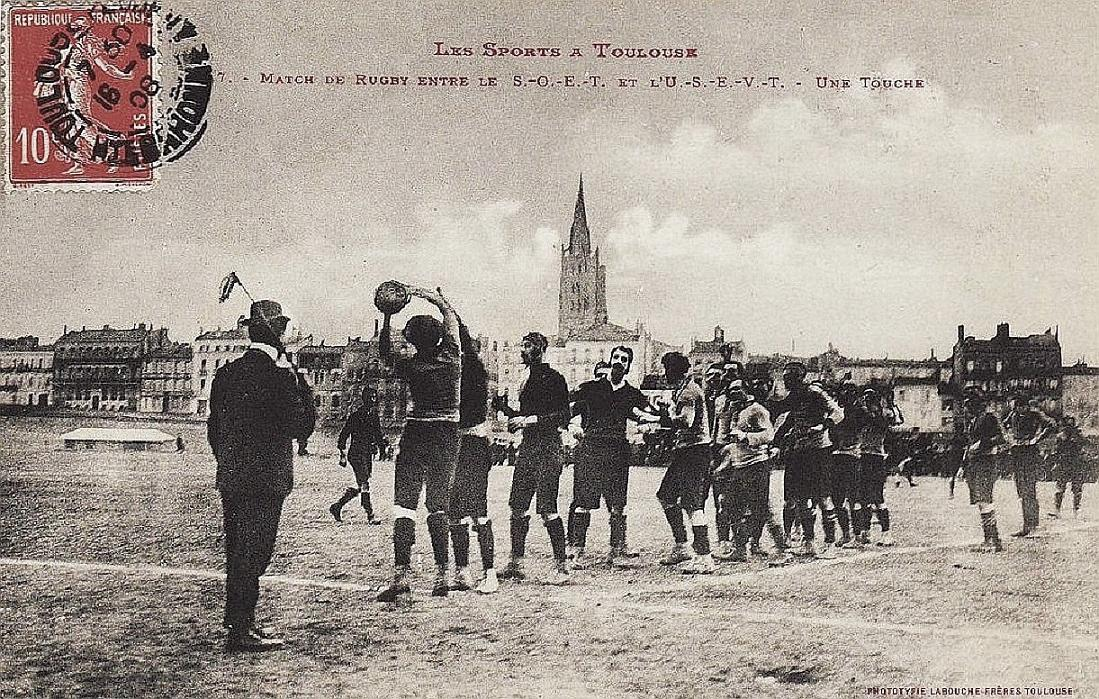
1906, touche d'un match à la Prairie des Filtres, entre le S.O.E.T. et l'U.S.E.V.T.
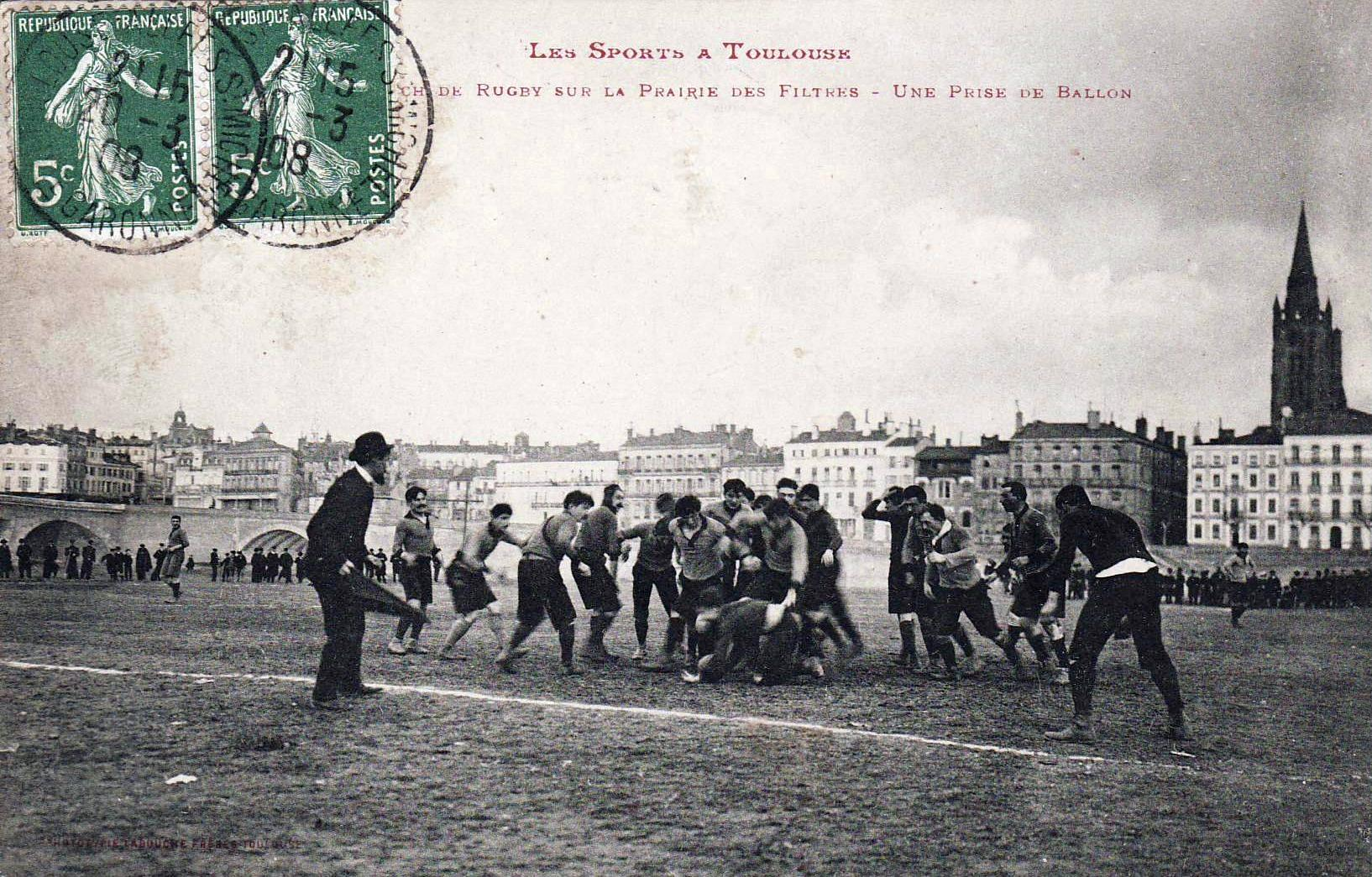
1906, une prise de ballon, la même année.

## Premières années

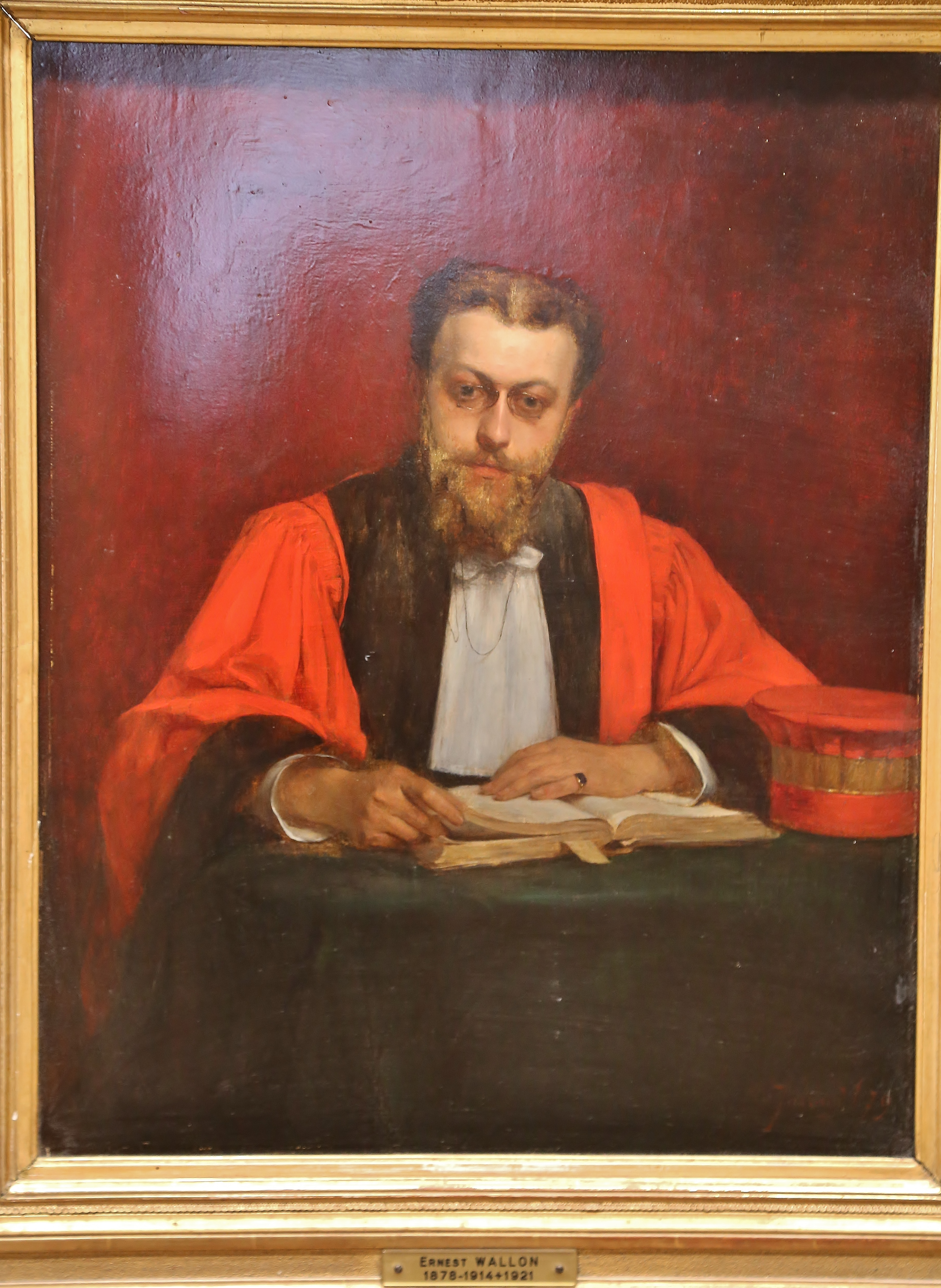
Portrait d'Ernest Wallon, premier président du Stade toulousain.

En 1907, la fusion des trois clubs toulousains (le SOET, l'USEV, et le SAT) donne naissance au Stade toulousain. La même année, l'association des « Amis du Stade », regroupant quelques notables, et notamment Ernest Wallon et Charles Audry, achète un terrain de sept hectares dans le quartier des Ponts-Jumeaux, facilement accessible en tramway, et y fait construire le premier stade du club, le stade des Ponts-Jumeaux qui sera remplacé par l'actuel stade Ernest-Wallon en 1980. Le nouveau club toulousain dispute son premier match le dimanche 20 octobre 1907 contre l'US Bergerac (victoire 27 à 4).
En 1910, Alfred Mayssonnié est le premier joueur du club à jouer en Équipe de France. Il décède en 1914, lors de la bataille de la Marne. Une stèle à sa mémoire est érigée en 1925 avec la sculpture Héraklès archer de Toulouse du sculpteur Antoine Bourdelle.
Le 31 mars 1912, le Stade toulousain bat à domicile le Racing club de France, sur le score de 8 à 6. Ce premier titre de champion de France vient clore une saison durant laquelle le club, invaincu, est surnommé la « Vierge Rouge ».

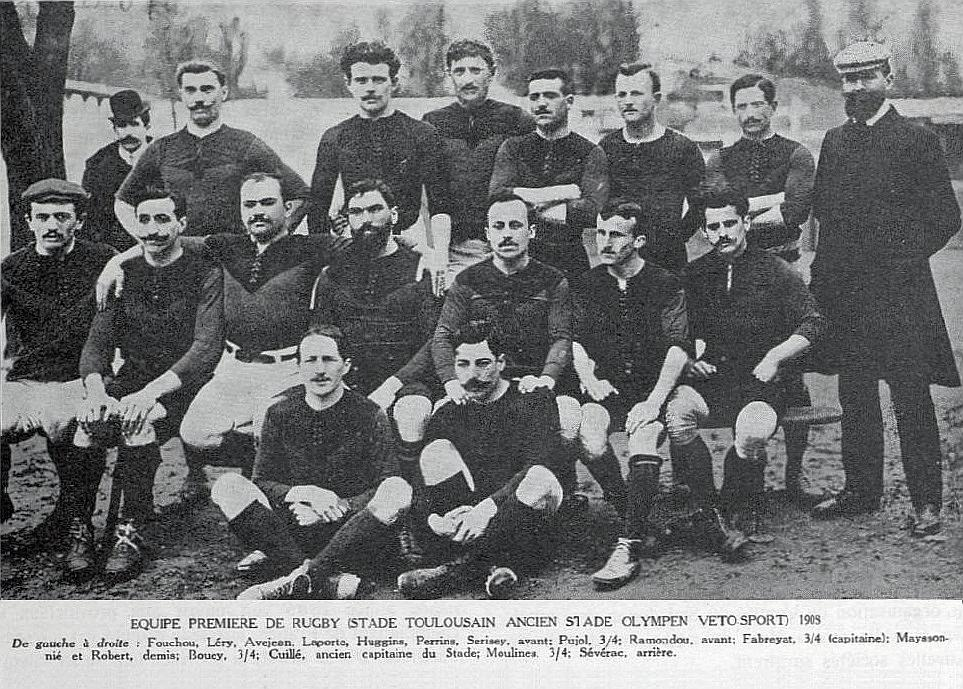
1908, l'équipe première du Stade Toulousain (ex Stade Olympien Veto Sport).
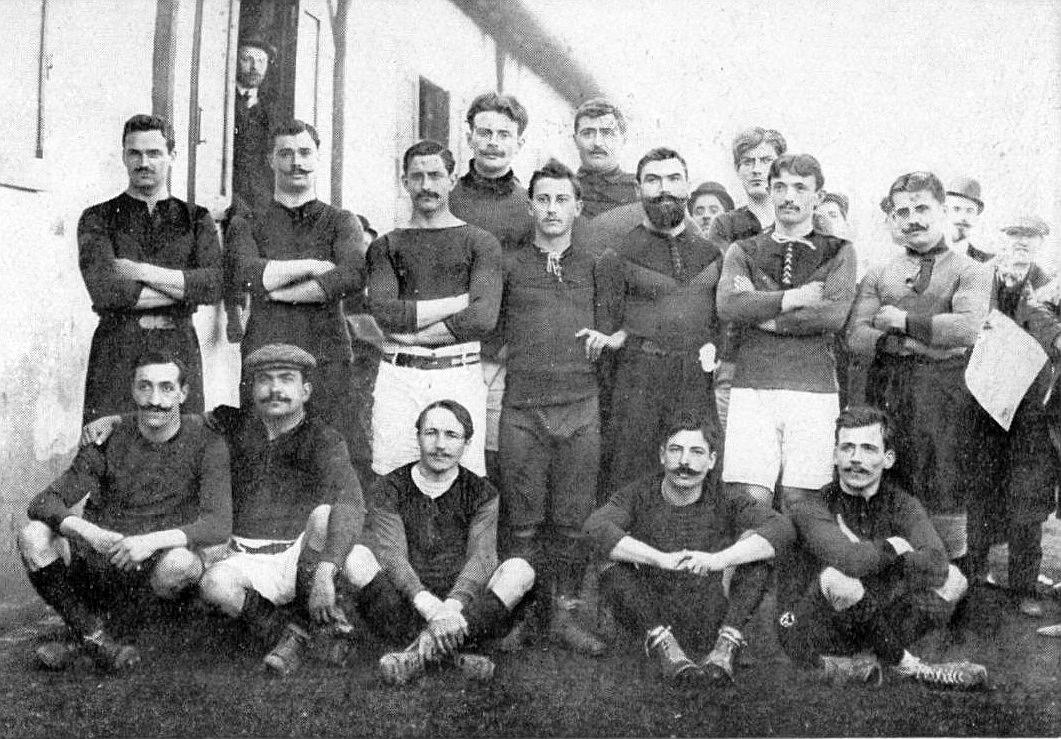
1909, le Stade Toulousain vice-champion de France.
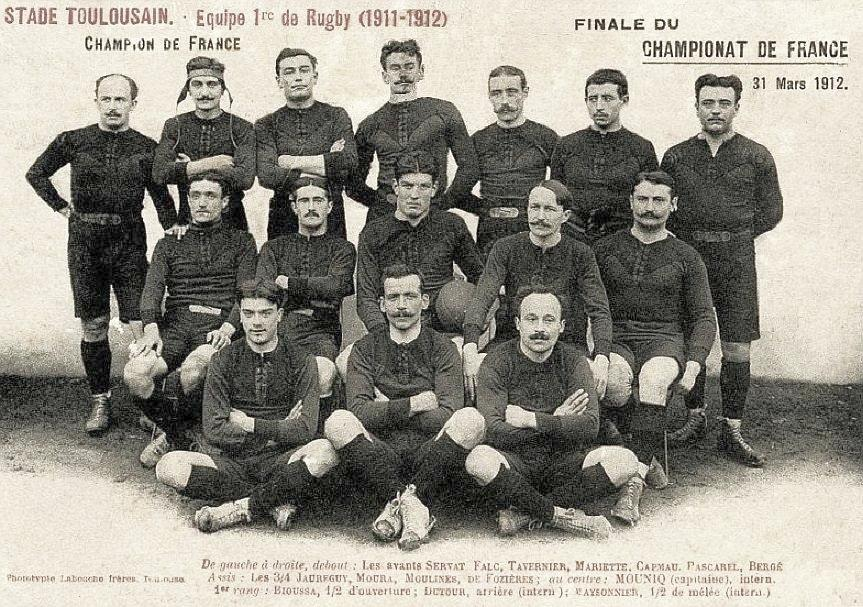
1912, finale du championnat de France le 31 mars.
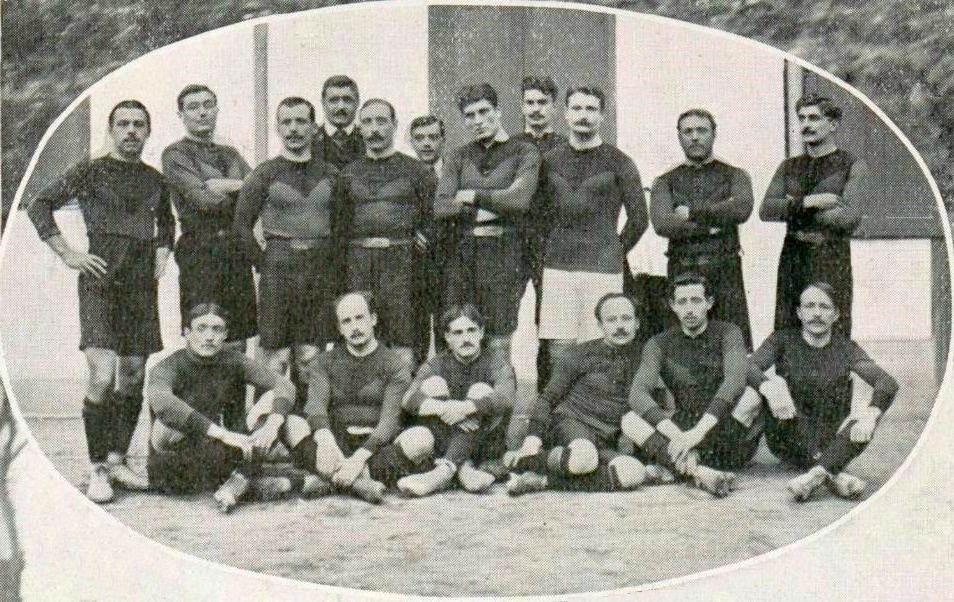
1912, l'équipe première championne de France.
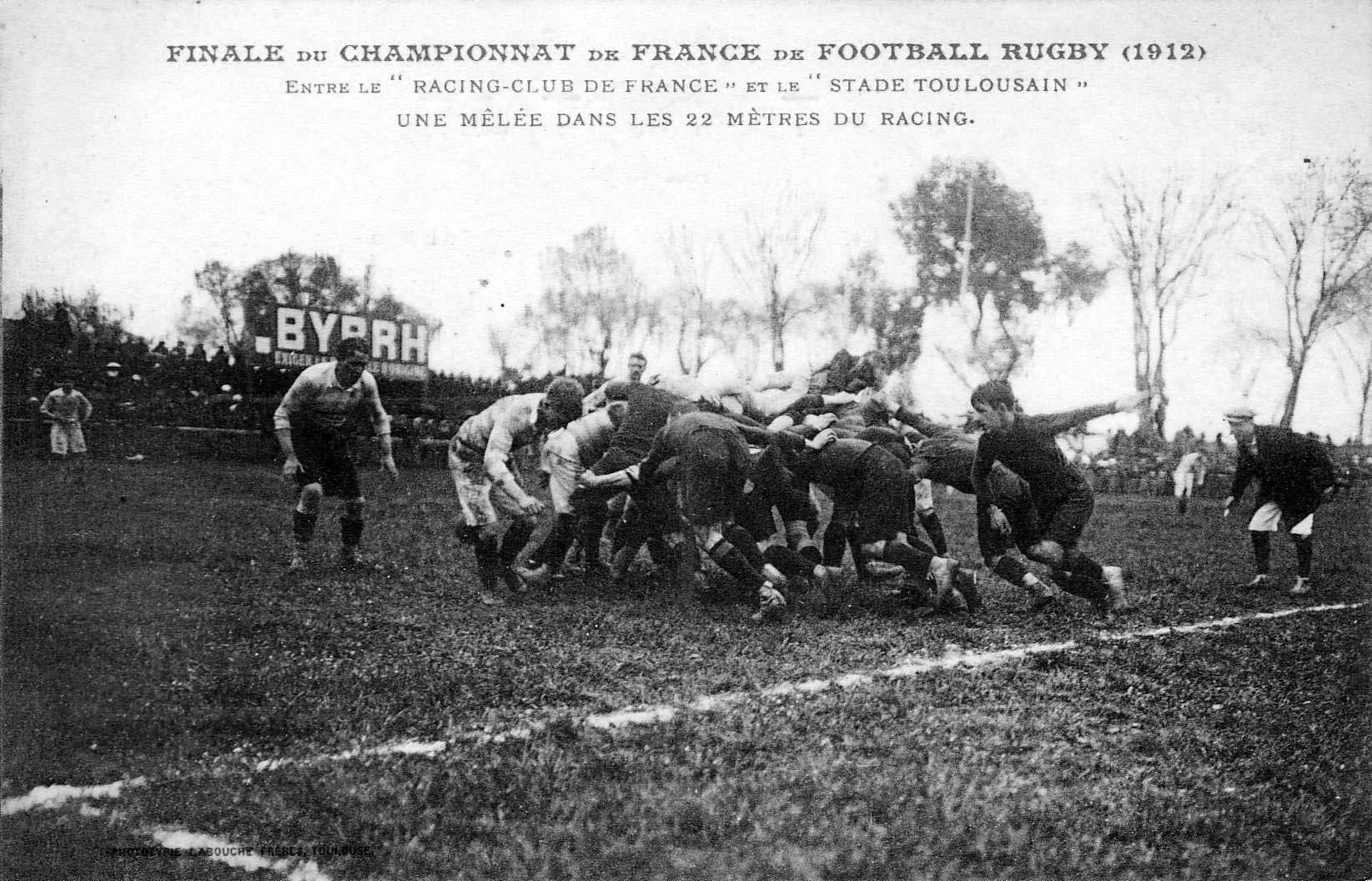
1912, image de la finale.
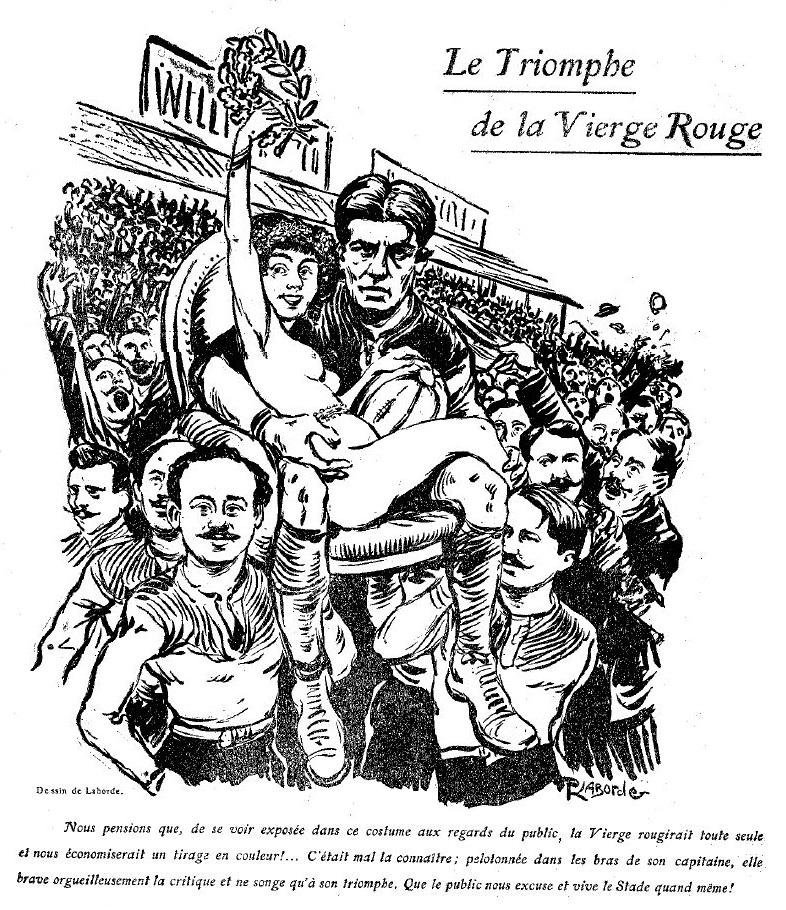
"Le triomphe de la Vierge Rouge", en une de l'hebdomadaire "Le Cri de Toulouse", du 6 avril 1912.
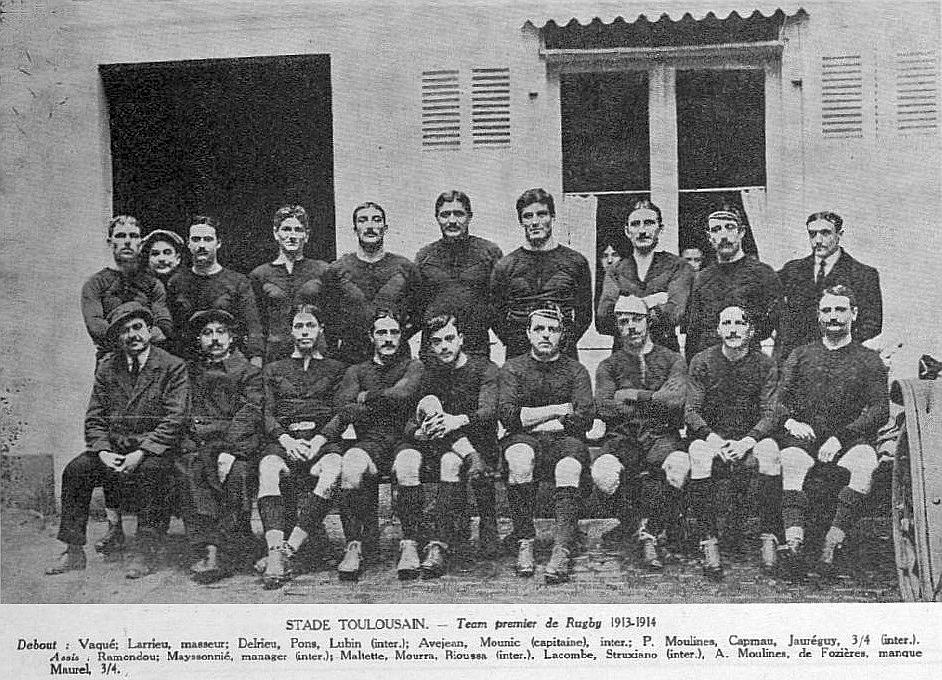
1913-1914, l'équipe première du Stade Toulousain.
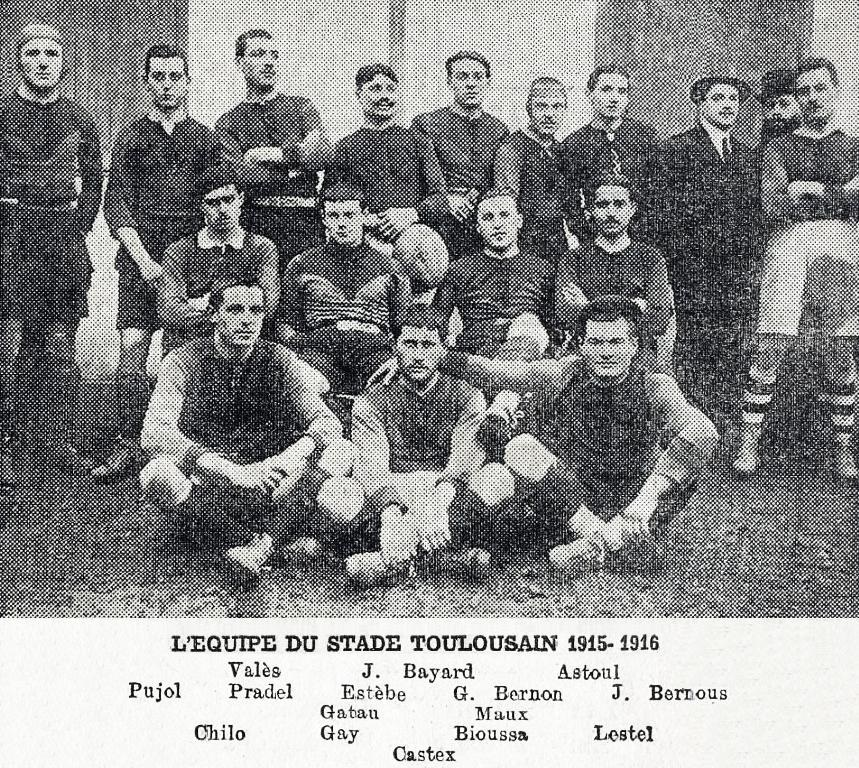
Le Stade toulousain de la saison 1915-1916, vainqueur de la première Coupe de l'Espérance, en 1916 (le 30 avril, au vélodrome du Parc des Princes).

## Les cinq glorieuses
En octobre 1921, le nouvel aménagement du stade du club est inauguré, avec une rencontre remportée face à l'Association Sportive Bayonnaise.
Il faut attendre dix ans pour voir le Stade toulousain empocher un nouveau titre : de 1922 à 1927, il remporte cinq championnats, sur les six disputés. À la même époque le rugby, alors principalement pratiqué par les élites urbaines, se diffuse rapidement dans les différentes couches sociales et jusque dans les campagnes du sud-ouest de la France.

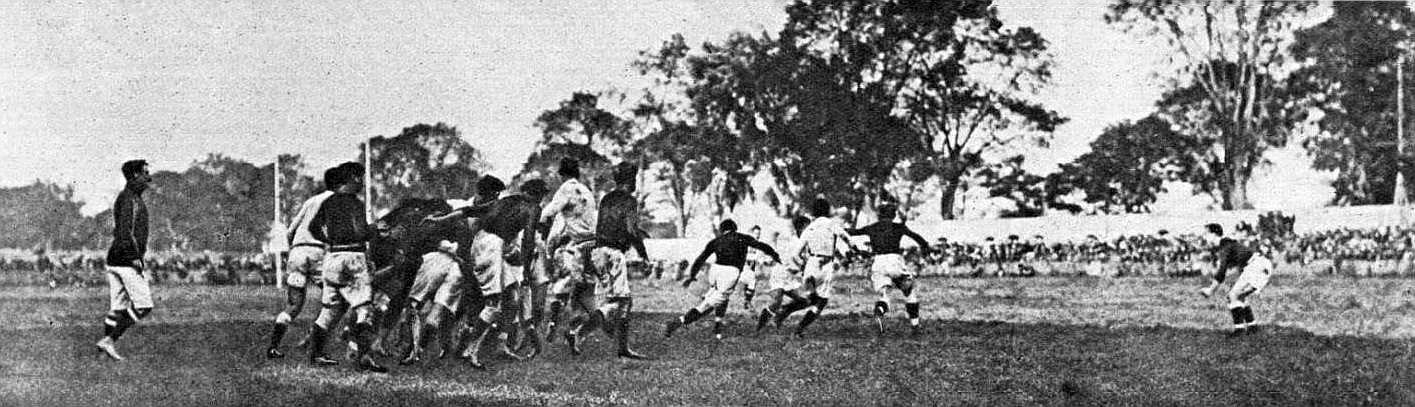
1920 (26 septembre) défaite à domicile du Stade Toulousain, face aux champions olympiques californiens (3-11).
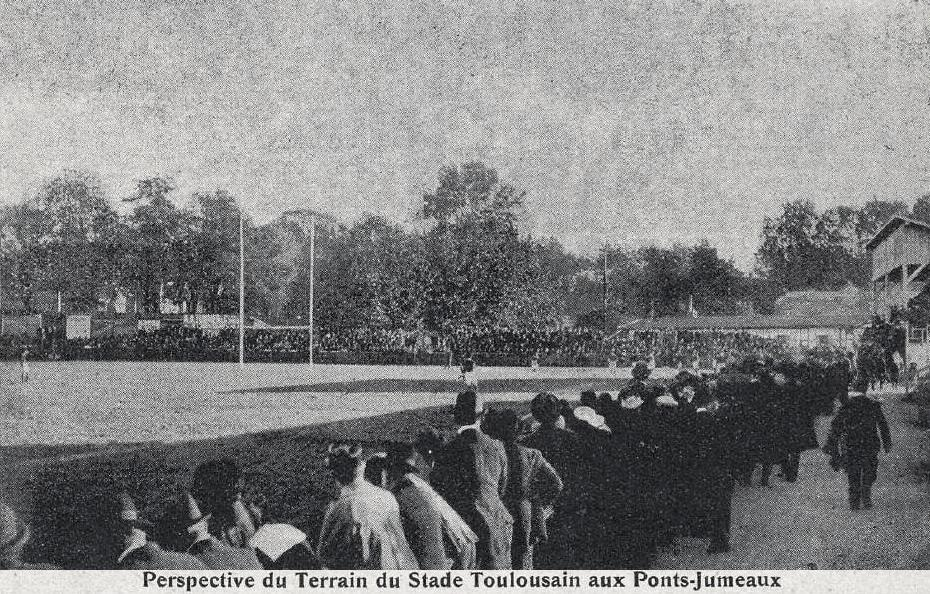
1920, perspective du Terrain du Stade Toulousain aux Ponts-Jumeaux, en décembre.
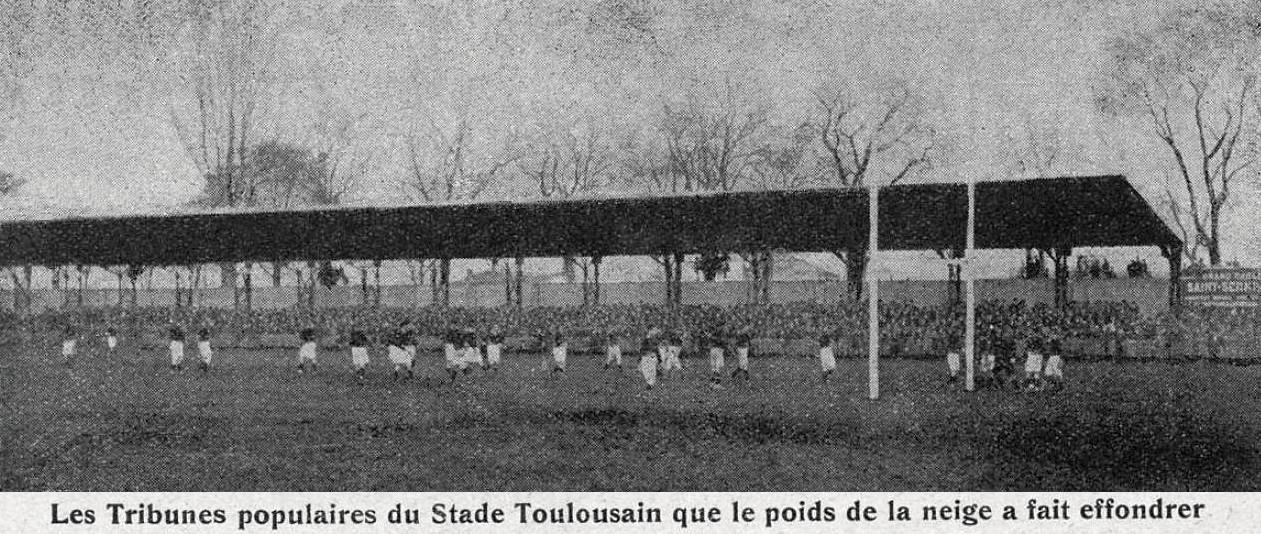
1920, les Tribunes populaires du Stade Toulousain, que le poids de la neige a fait effondrer, en décembre.
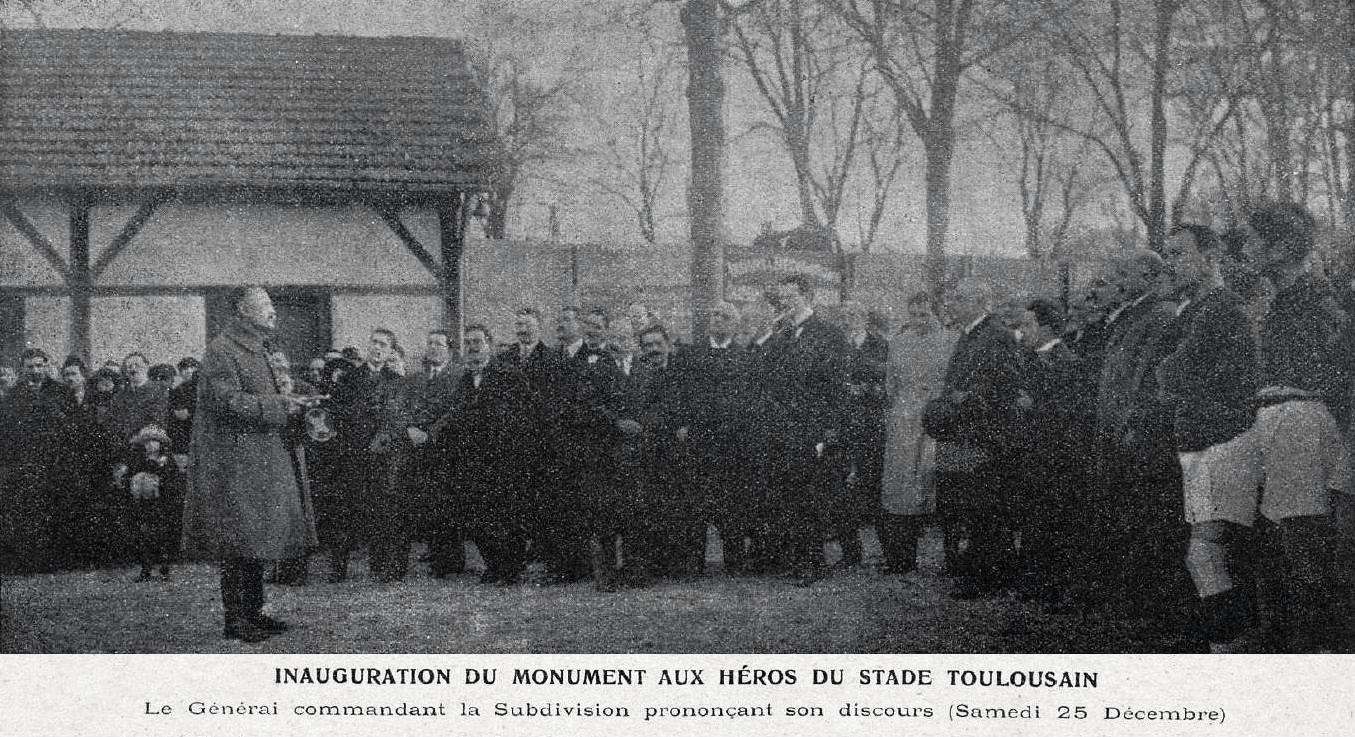
1920, inauguration du Monument aux Héros du Stade Toulousain, le 25 décembre.
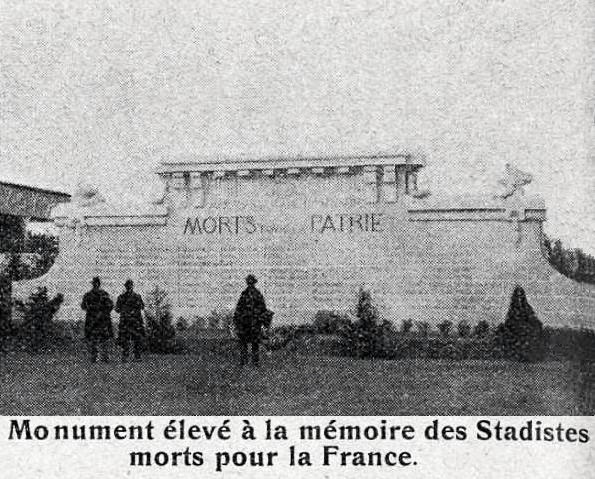
1920, le Monument élevé à la mémoire des Stadistes morts pour la France, le 25 décembre (entrée au stade).

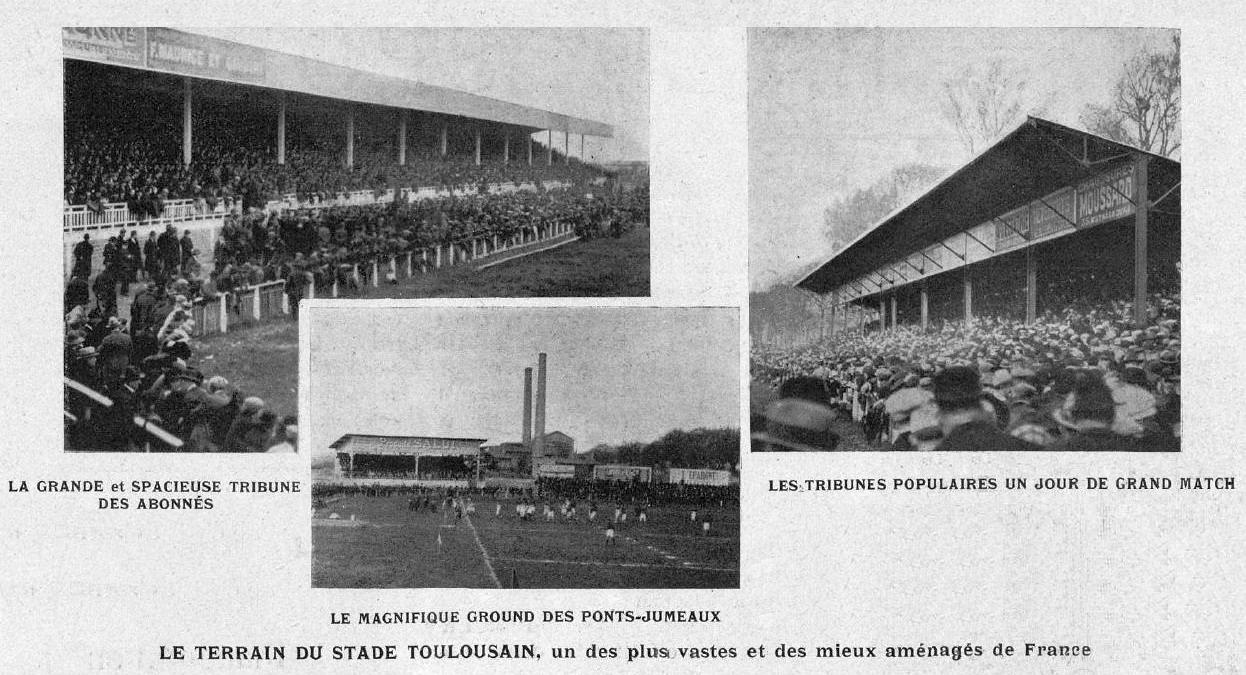
1922, le stade des Ponts-Jumeaux du Stade Toulousain.

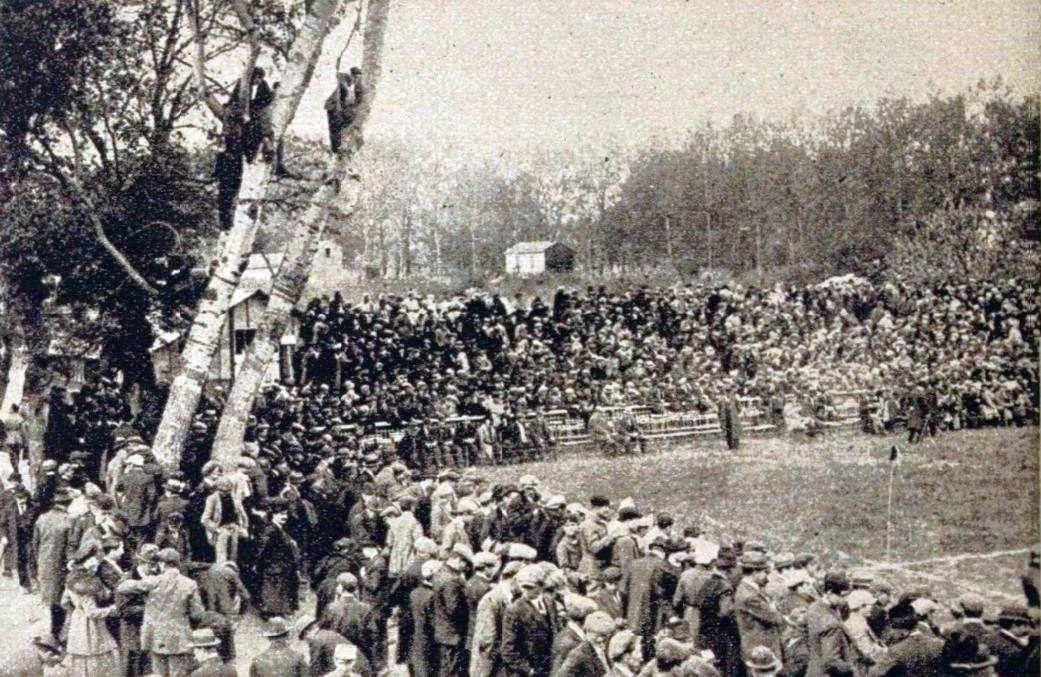
1921, le terrain biterrois comble pour la finale du championnat U.S.A.P.-Stade toulousain.
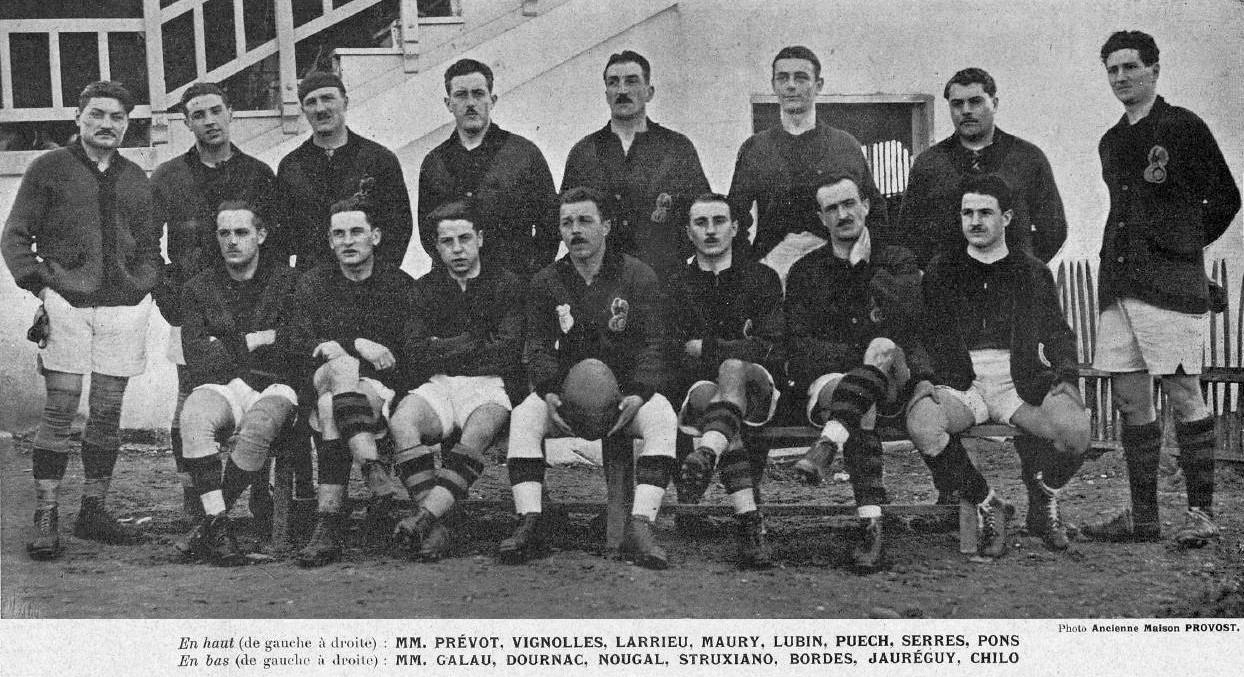
1922, le Stade Toulousain est champion pour la deuxième fois
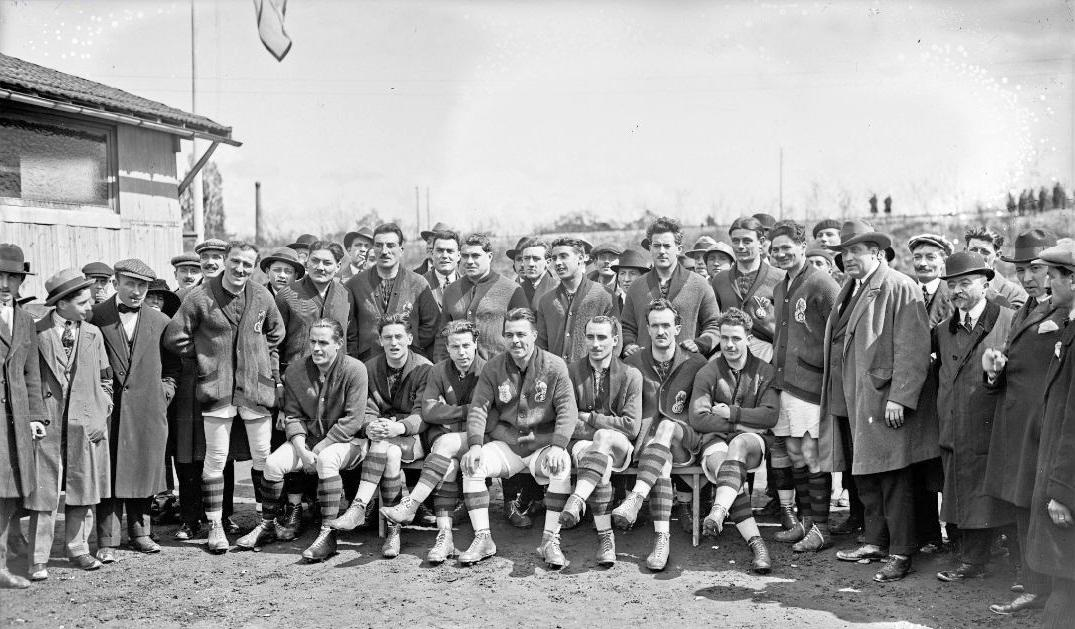
1923, le Stade Toulousain est champion pour la troisième fois.
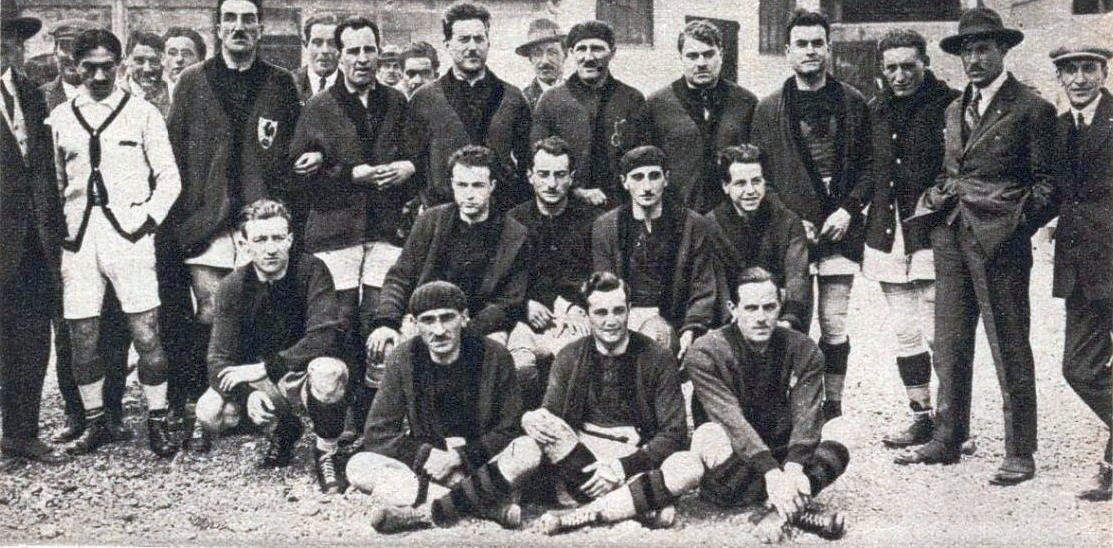
1924, le Stade Toulousain est champion pour la quatrième fois.
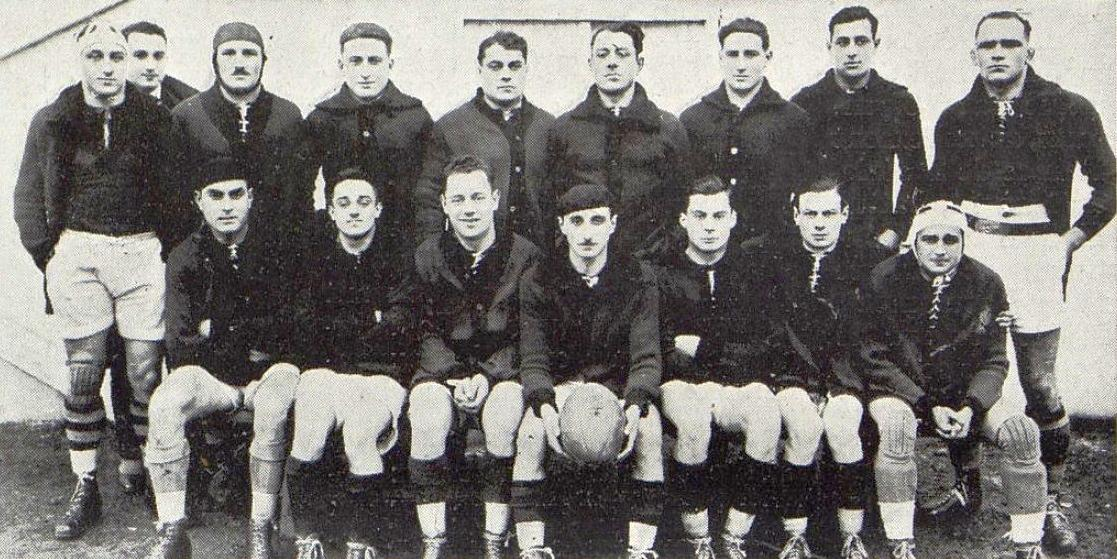
1927 sixième titre, le Stade Toulousain est Champion de France pour la cinquième fois en six saisons.
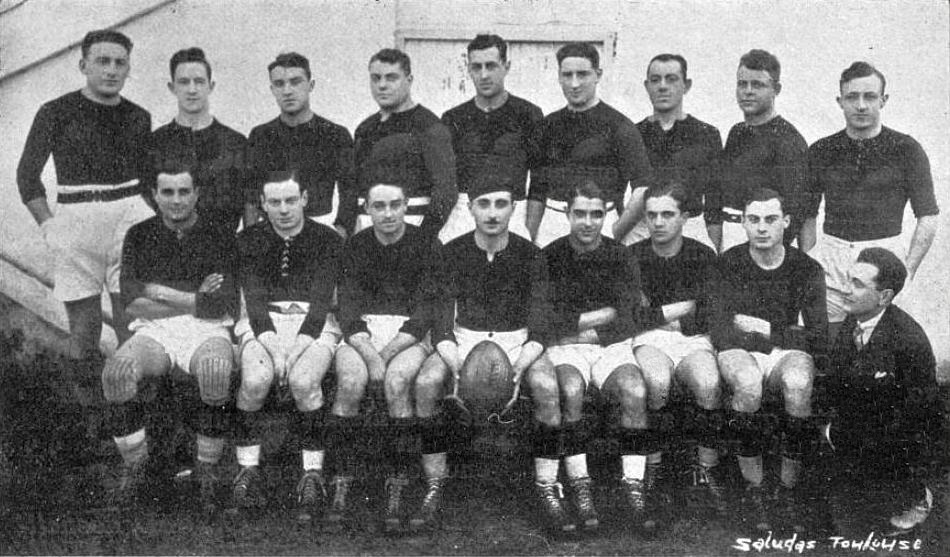
1928, l'équipe malchanceuse de la saison 1927-28 (battue en demi-finale par la Section paloise).

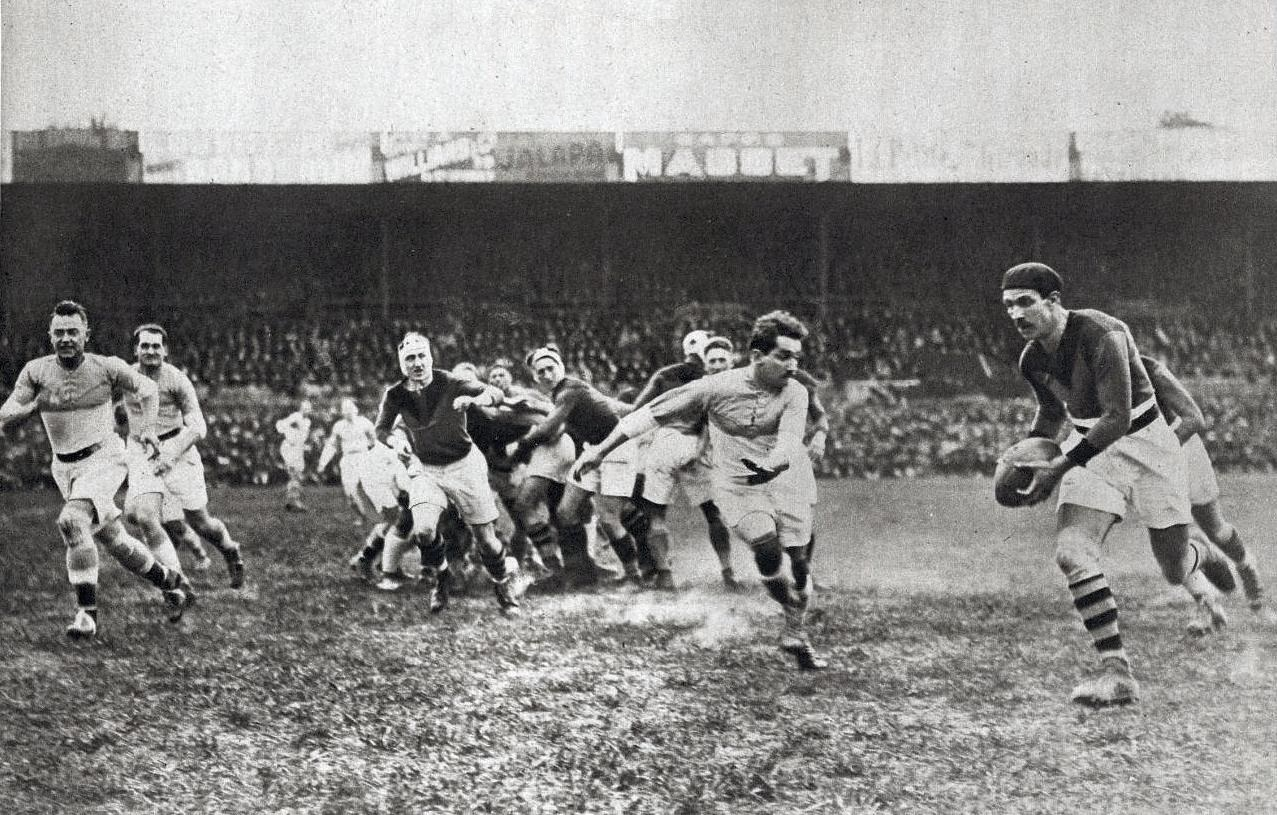
1926 (avril), le Stade Toulousain en demi-finale contre l'Aviron Bayonnais à Bordeaux, François Borde à l'attaque (avec son éternel bérêt).
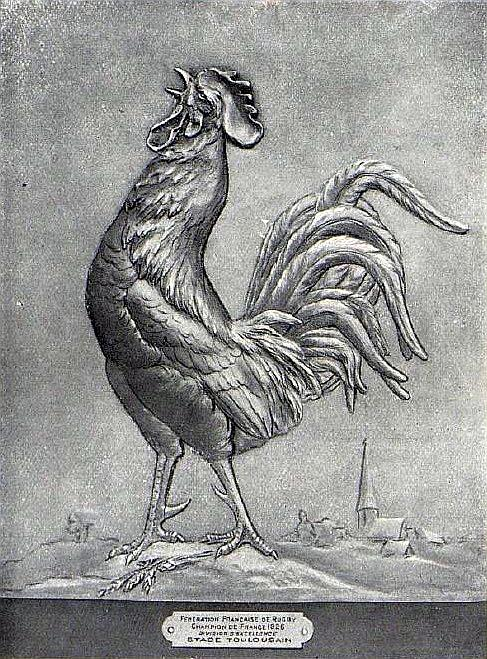
1926, "Le Coq Gaulois" est le trophée du Championnat de France de rugby remis aux toulousains.
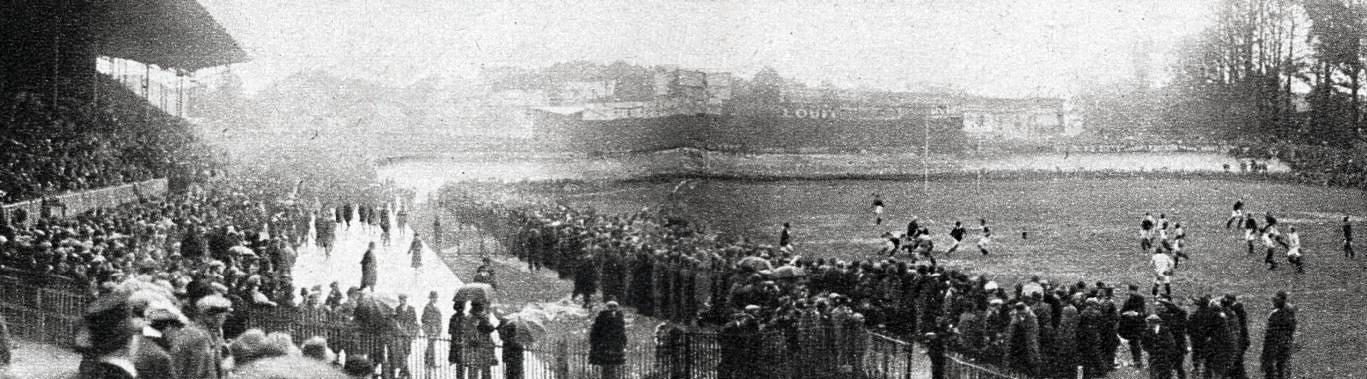
1926, le Parc des Sports de Bordeaux, pour la finale Stade Toulousain-U.S.A.P..
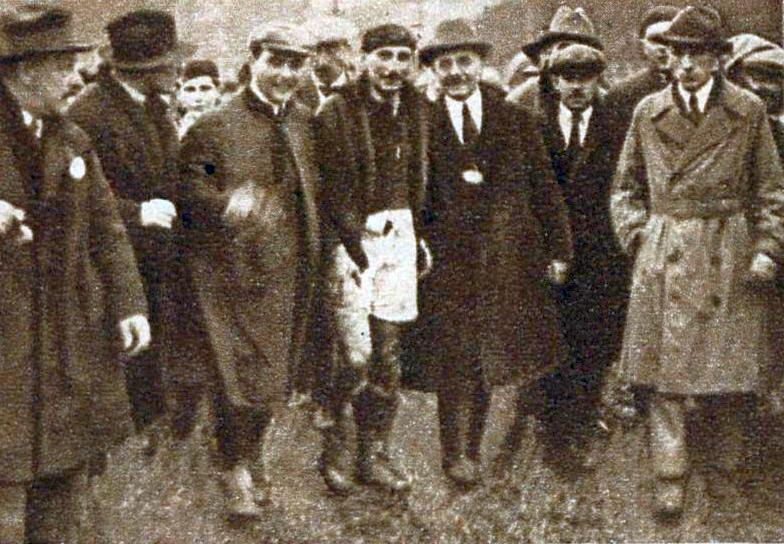
1926, le capitaine toulousain François Borde rentre aux vestiaires après sa quatrième finale personnelle victorieuse.
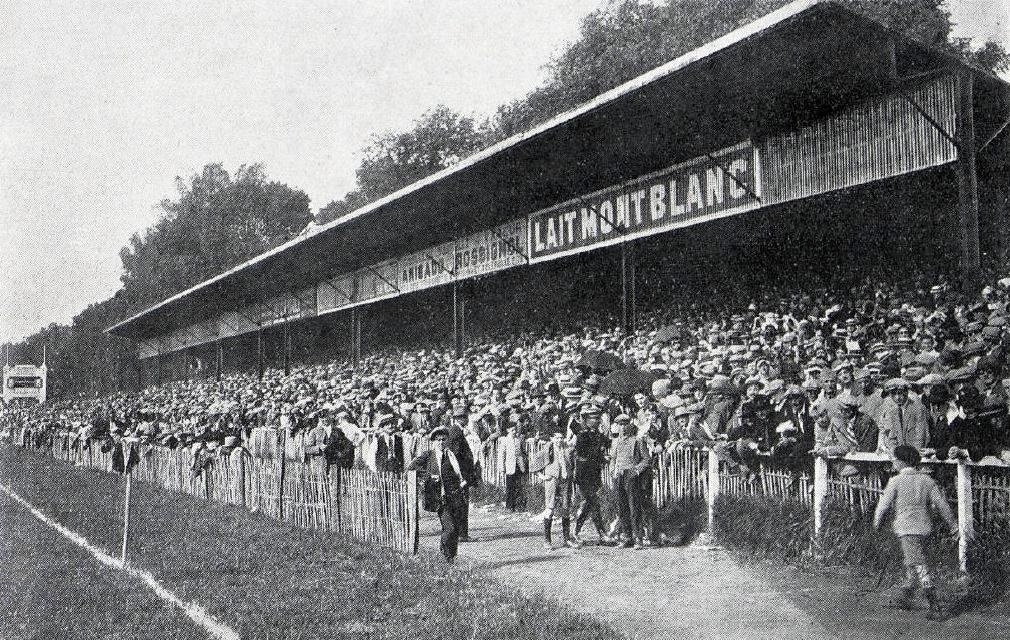
1927 (29 mai), finale au Stade des Ponts-Jumeaux, le coin des populaires.
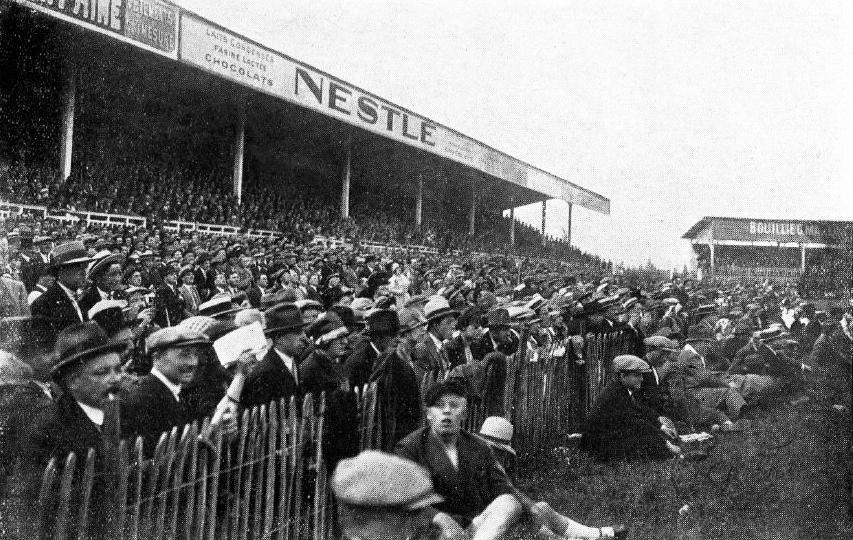
1927 (29 mai), autres tribunes du Stade des Ponts-Jumeaux, lors de la finale.

| Date          | Vainqueur          | Score | Finaliste             | Lieu                                   | Spectateurs |
| 25 avril 1920 | Stadoceste tarbais | 8-3   | Racing club de France | Stade Sainte-Germaine, Le Bouscat      | 20 000      |
| 17 avril 1921 | USA Perpignan      | 5-0   | Stade toulousain      | Parc des Sports de Sauclières, Béziers | 20 000      |
| 23 avril 1922 | Stade toulousain   | 6-0   | Aviron bayonnais      | Stade Sainte-Germaine, Le Bouscat      | 20 000      |
| 13 mai 1923   | Stade toulousain   | 3-0   | Aviron bayonnais      | Stade Yves-du-Manoir, Colombes         | 15 000      |
| 27 avril 1924 | Stade toulousain   | 3-0   | USA Perpignan         | Parc Lescure, Bordeaux                 | 20 000      |
| 3 mai 1925    | USA Perpignan      | 5-0   | US Carcassonne        | Maraussan, Narbonne                    | 20 000      |
| 2 mai 1926    | Stade toulousain   | 11-0  | USA Perpignan         | Parc Lescure, Bordeaux                 | 25 000      |
| 29 mai 1927   | Stade toulousain   | 19-9  | Stade français Paris  | Stade des Ponts-Jumeaux, Toulouse      | 20 000      |

(Nota Bene : le 3 juin 1926, le Stade toulousain s'impose également à Barcelone face au champion d'Espagne et de Catalogne, le Club Barcelona.)

## Années 1930

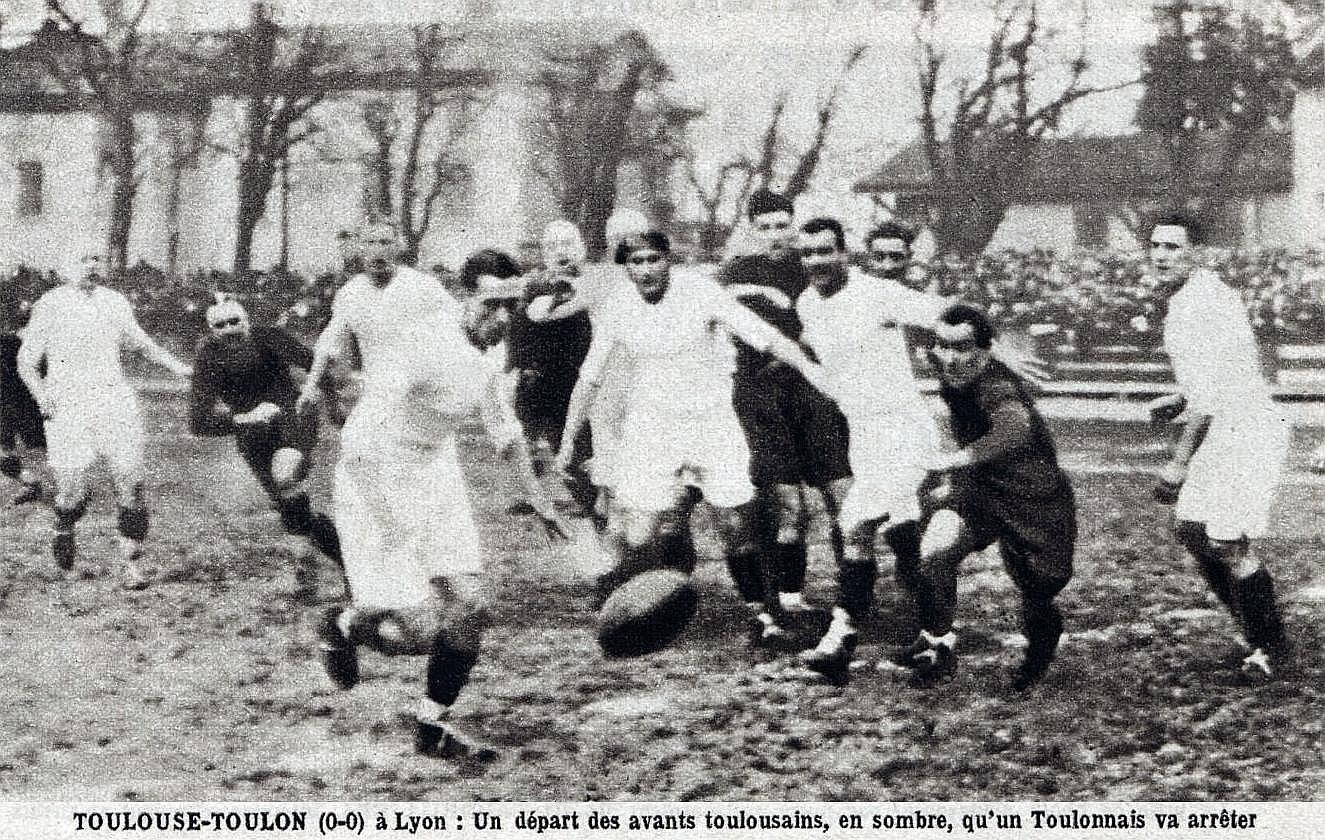
1934 (11 mars), Stade toulousain (en sombre) et RC Toulon (en clair) déclarés -pour la première et dernière fois- co-vainqueurs du Challenge Yves du Manoir, à Lyon.
(score vierge, 0-0).

## Le trou noir
Malgré un bref renouveau dans l'immédiat après-guerre (l’équipe des bouchers, invaincue durant la saison 1947, joueurs également vainqueurs de la Coupe de France en 1946 et 1947) et une finale perdue en 1969, il faut attendre le milieu des années 1980 pour que le club redevienne, enfin, l'élément-phare du championnat français.

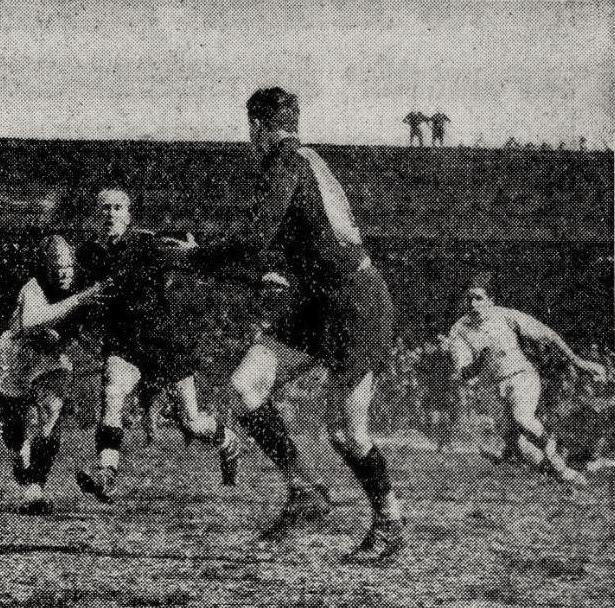
Finale du championnat remportée en avril 1947, l'arrière toulousain Mellet passe ici à Dutrain.
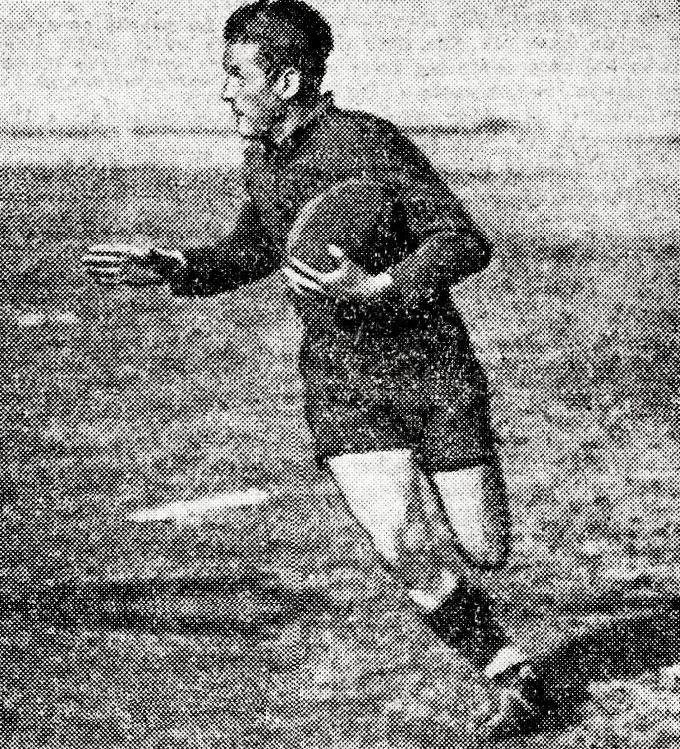
Le trois-quart centre toulousain Lassègue, l'un des meilleurs joueurs de la finale de Coupe de France, gagnée en mai 1947.
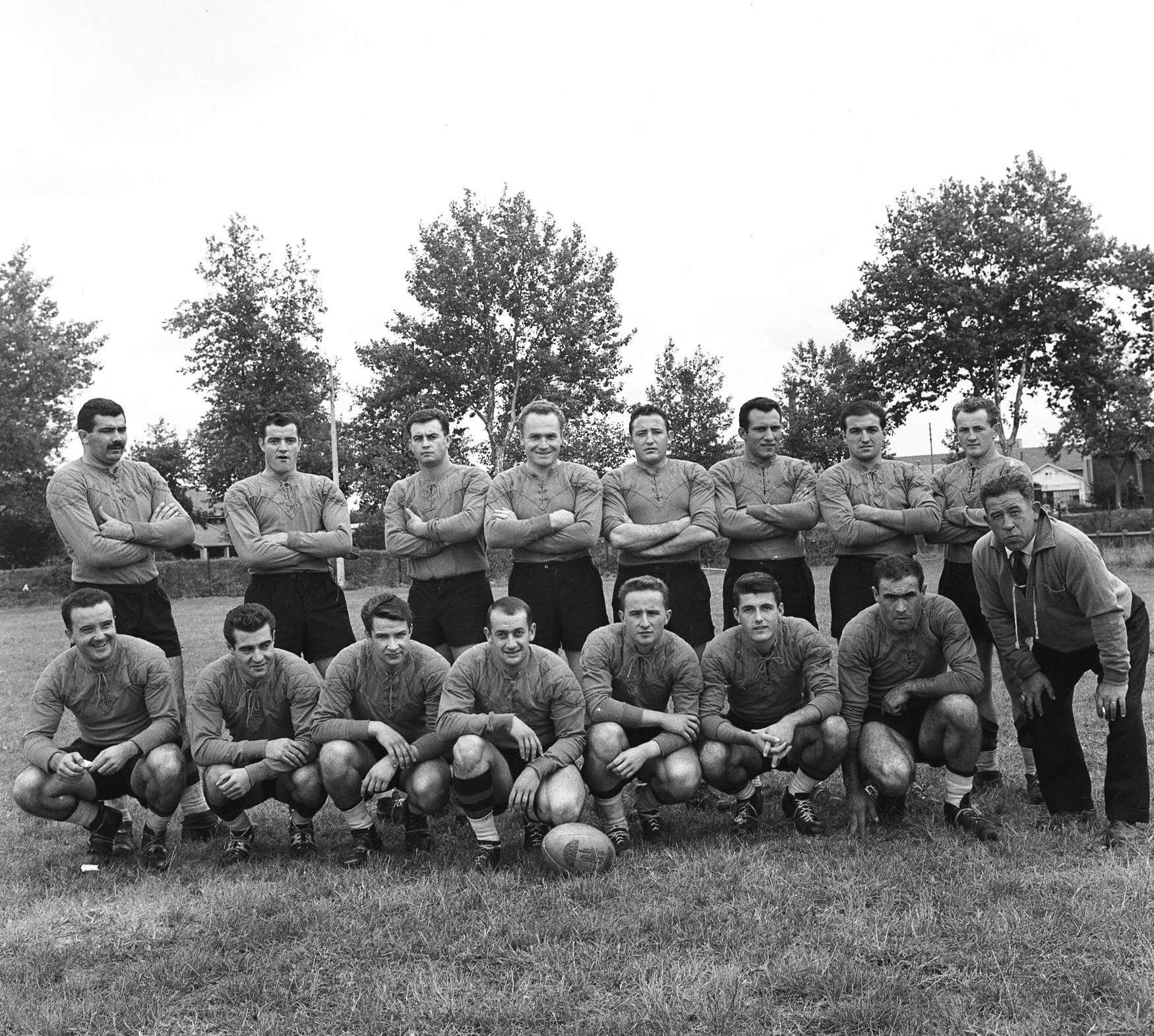
Le Stade toulousain saison 1958-1959.
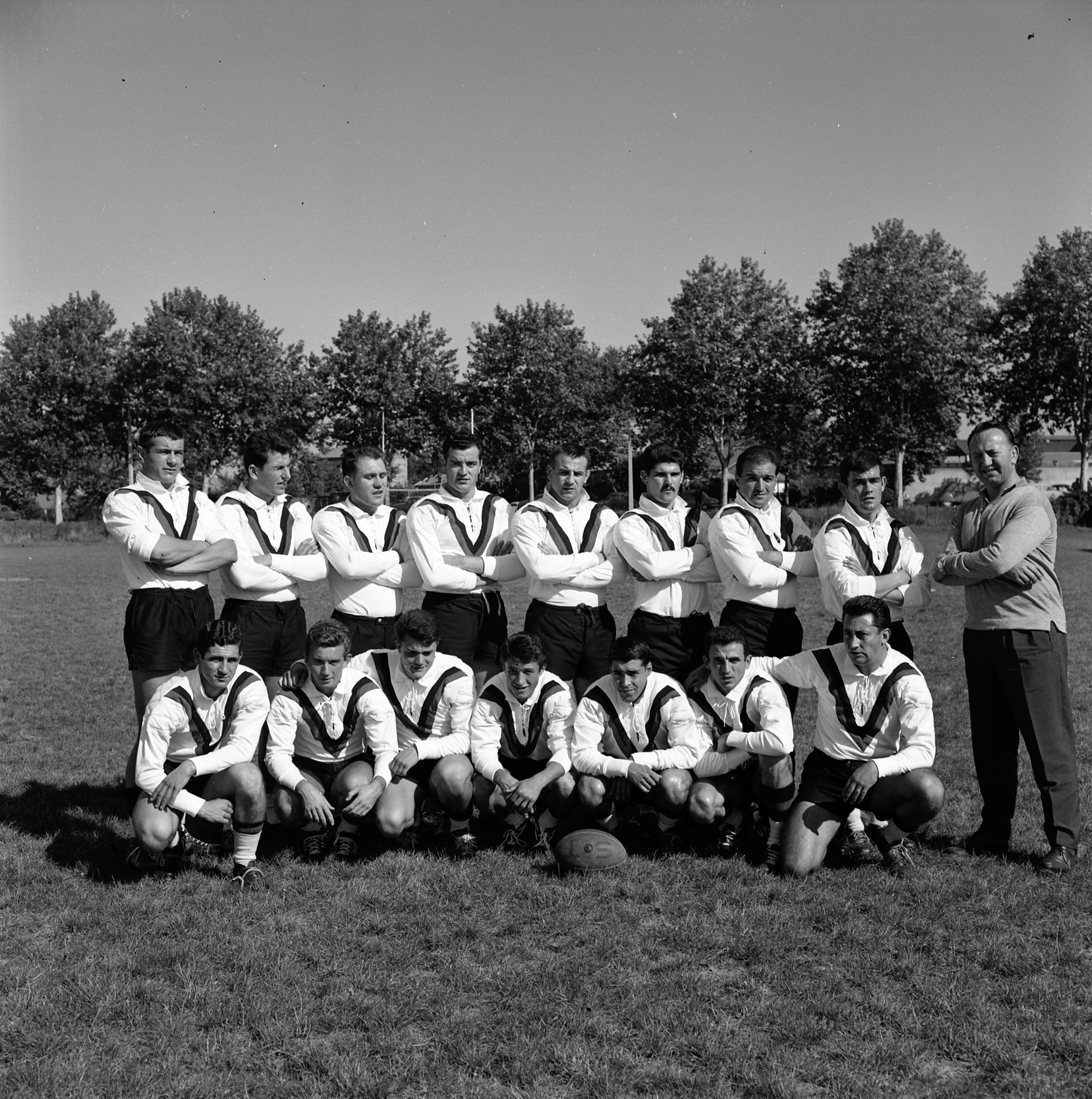
Le Stade toulousain en septembre 1960.
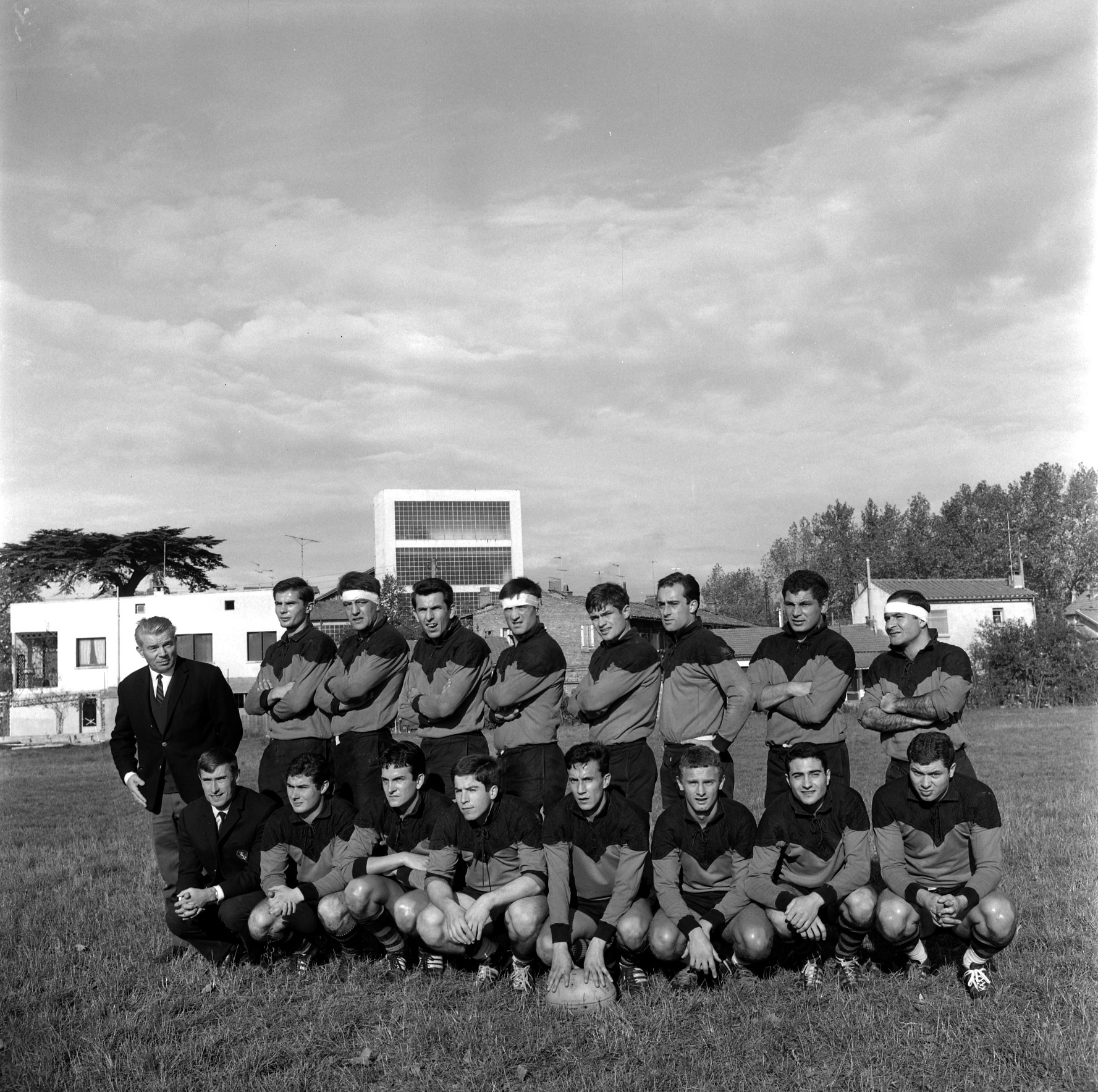
Le Stade toulousain saison 1965-1966.
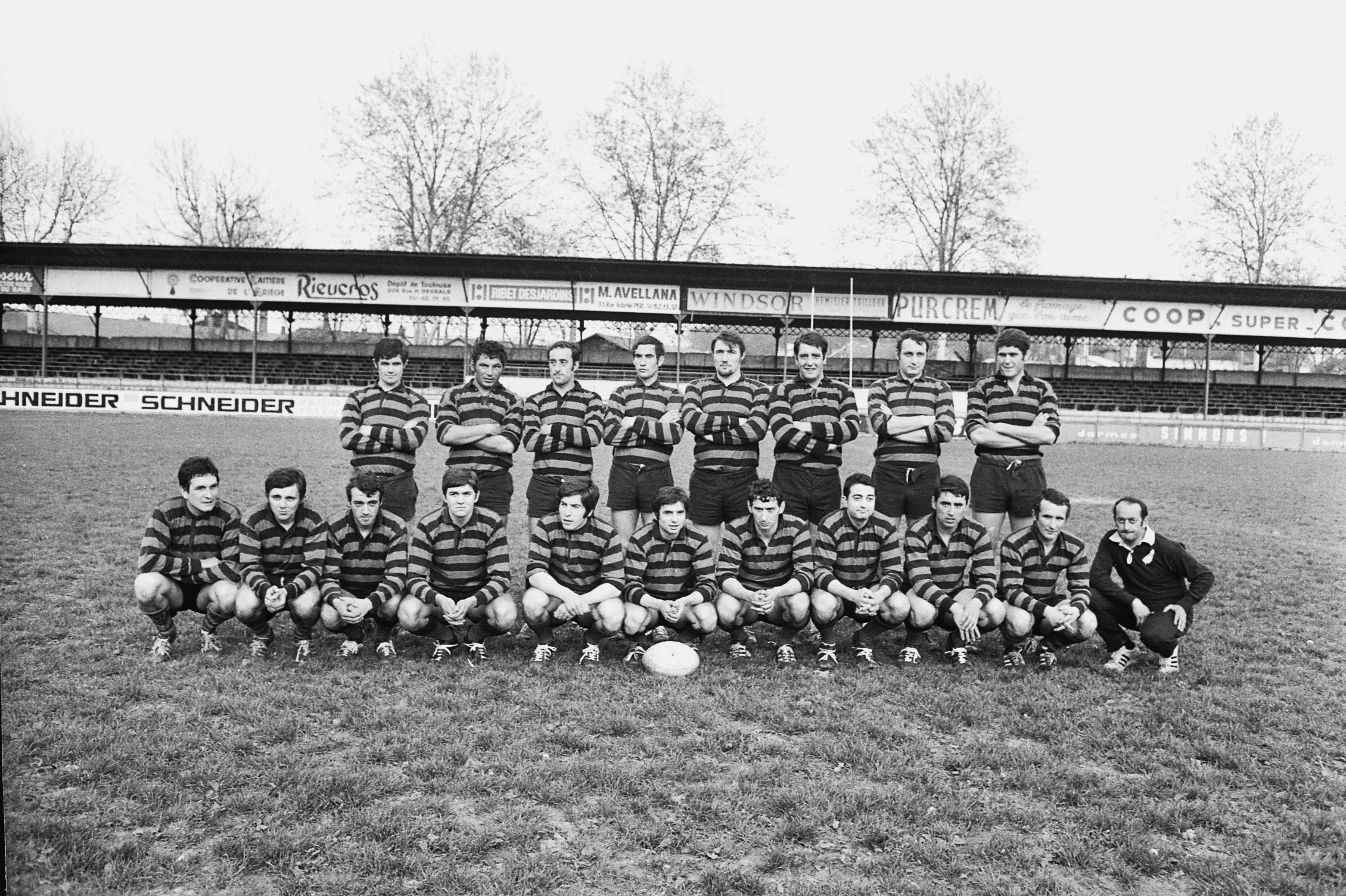
Le Stade toulousain en avril 1969 (finaliste du championnat).
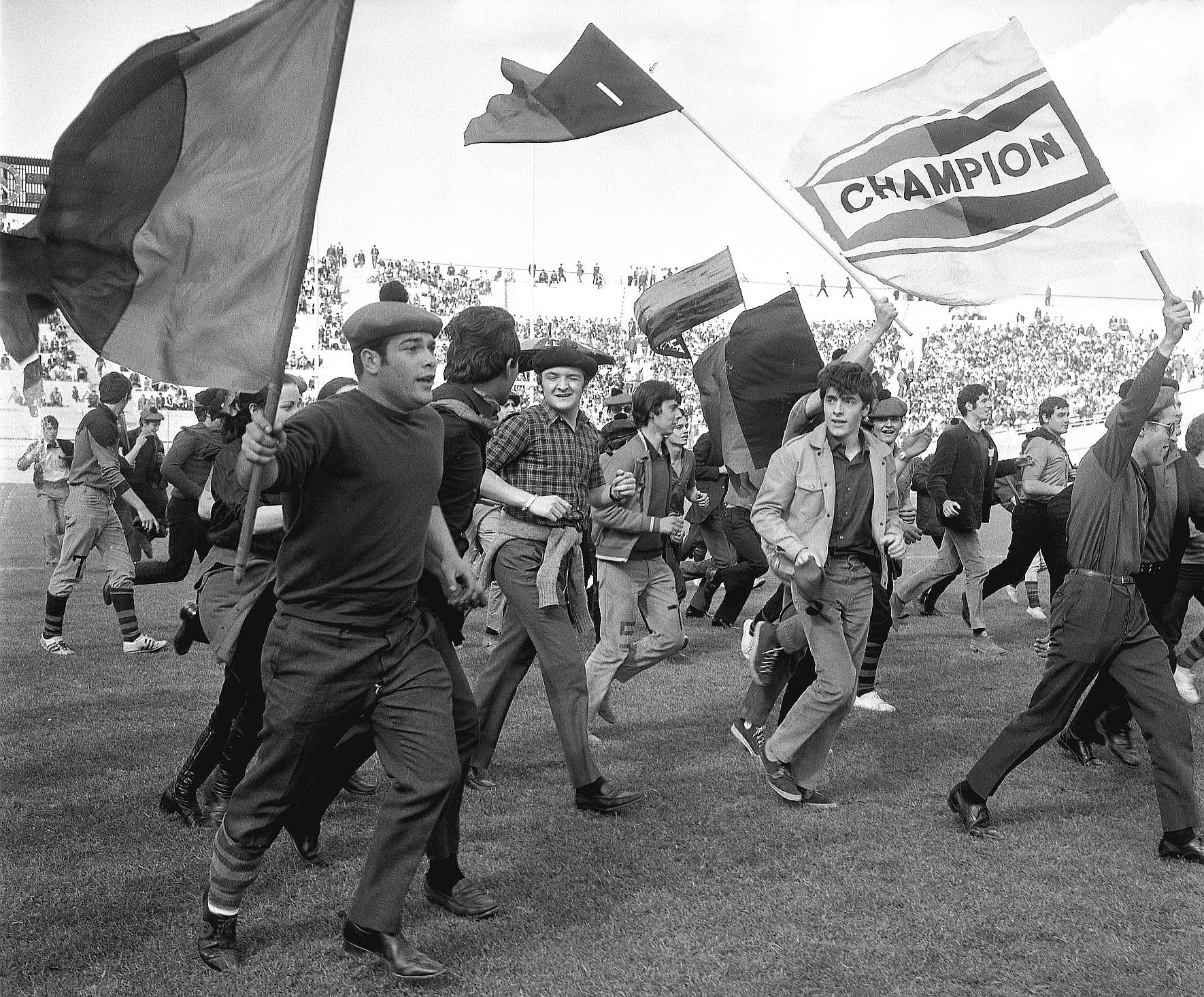
Supporters du Stade à Gerland, pour la finale de 1969 face à Bordeaux.

## Un éclair dans la brume

### Saisons 1973-1976
Sous la présidence d'Yves Noé nouvellement élu en 1973 à la tête de la section rugby, Toulouse démarre la nouvelle saison avec André Dabadie et Jean Gajan comme entraîneurs. Max Barrau est parti, à peine arrivé, et Jean-Louis Bérot, une fois ses études terminées, quitte Toulouse pour rejoindre Dax et ouvrir un cabinet de kinésithérapie. Il a évolué neuf saisons au plus haut niveau sous les couleurs rouges et noires. Jean-Pierre Rives rejoint le stade. L'élite du championnat est répartie en deux groupes de trente-deux clubs, le groupe A compte quatre poules de huit clubs; à l'issue de la phase qualificative, vingt-quatre équipes du groupe A sont qualifiés pour les seizièmes de finale ainsi que huit équipes du groupe B. Le Stade fait un parcours moyen avec une troisième place (huit victoires, un nul et cinq défaites), Saint-Girons et Tarbes l'ont emporté en particulier aux Ponts-Jumeaux. Opposés à Albi (groupe B) en phase finale, les rouges et noirs s'inclinent 12-10 pour une journée de honte. Un jeune junior venu de Montréjeau, Gérald Martinez, joue un match avec l'équipe première en Challenge Yves du Manoir.
Après ce parcours médiocre, de nombreux joueurs, dont Mike O'Callaghan et Michel Billière, quittent le Stade, Henri Cazaux devient président de la section rugby. Un jeune joueur de Montréjeau, Serge Gabernet, rejoint le Stade. Les Toulousains font une phase de championnat sérieuse avec une troisième place (neuf victoires, deux nuls et trois défaites) à seulement un point des Agenais et des Dacquois. La formule de championnat a encore changé avec huit poules de huit clubs, les quatre premiers de chaque poule accèdent aux phases finales, Toulouse joue contre le RC Toulon, il est dominé devant et s'incline 16-9.
L'ambition pour la saison 1975-1976 est plus grande avec les arrivées de Dominique Harize et surtout de Walter Spanghero. La troisième ligne J-P Rives-W.Spanghero-J-C Skrela est prometteuse. La saison est pourtant catastrophique. La formule de championnat est encore modifiée avec deux groupes de quarante clubs, chaque groupe compte cinq poules de huit clubs; à l'issue de la phase qualificative, les cinq premiers de chaque poule du groupe A sont qualifiés pour les seizièmes de finale ainsi que les premiers et les deux meilleurs deuxièmes des poules du groupe B. La saison commence bien, avec une victoire en terre lavelanétienne. Mais pour le dernier match de la phase aller, Stade toulousain-Valence se transforme en affrontements continuels. Les sanctions sont lourdes en suspensions de joueurs et en points retirés pour les deux équipes. Lavelanet vient l'emporter à Toulouse, comme Béziers. Toulouse est relégable à deux journées de la fin. Il faut vaincre Tulle puis aller gagner à Valence. Si le premier pas est réussi (22-3), le Stade perd à Valence (4-10). Toulouse est sauvé par l'USAP qui fait match nul à Tulle et qui condamne les Corréziens. Si Henri Cazaux reste à la tête de la section rugby, l'entraîneur change et Claude Labatut est appelé. La saison a vu les débuts de deux jeunes, Serge Laïrle (formé à Lisle-Jourdain comme Skrela) et Guy Novès,.

### Saisons 1976-1980
La saison 1976-1977 n'est pas brillante, le Stade toulousain fait un parcours moyen en phase aller de championnat avec une troisième place (neuf victoires, deux nuls et six défaites), les seizièmes de finale se déroulent sur deux matchs sur terrain neutre, l'adversaire est le CA Bègles qui s'incline 13-4, 16-7. Le huitième a lieu à Perpignan contre le RRC Nice d'André Herrero et des dissidents toulonnais. Le match est télévisé et disputé: 6-6 à la mi-temps, 9-9 après quatre-vingt minutes, 17-16 après la prolongation pour les Niçois. Trois Toulousains ont participé à la grande aventure du Grand chelem en rugby à XV de la France en 1977: l'équipe de France a remporté le Tournoi des cinq nations 1977 en réussissant un Grand chelem (quatre victoires en quatre matchs). Fait remarquable, l'équipe de France n'a pas encaissé d'essai au cours des quatre rencontres disputées et une même équipe de quinze joueurs a disputé et gagné les quatre rencontres. Jean-Pierre Rives, Jean-Claude Skrela et Dominique Harize font partie de cette équipe.
Pour la saison 1977-1978, Walter Spanghero s'est retiré, remplacé par Dugald MacDonald, Nigel Horton, deuxième ligne de l'équipe d'Angleterre, est arrivé également. Le 11 novembre 1977, l'équipe de France reçoit au Stadium les All Blacks pour une victoire 18-13 et pour la première sélection de Guy Novès. Si la première journée du championnat est difficile avec une défaite à domicile contre le Stade beaumontois 10-12, le Stade enchaîne sur cinq succès dont deux à Mazamet et Aurillac. Le Stade toulousain aligne comme d'habitude des performances chaotiques en phase aller de championnat pour terminer avec une troisième place (huit victoires, un nul et cinq défaites). L'équipe compte pourtant des joueurs de qualité: les internationaux Jean-Pierre Rives, Jean-Claude Skrela, Dominique Harize, Guy Novès, Dugald MacDonald, Nigel Horton, Pierre Villepreux et les futurs bleus Gérald Martinez, Serge Gabernet. Pierre Villepreux est réapparu à l'ouverture, de retour de Polynésie. En seizième de finale, les rouges et noirs défont le CA Bègles 31-10, l'US Romans s'incline en huitième 18-6 avec un match remarquable de Pierre Villepreux, le Stade est alors en quart, ce qui n'est plus survenu depuis 1971. En quart, l'adversaire redoutable est le Stade bagnérais d'Antranik Torossian, Michel Urtizverea, Roland Bertranne, Jean-François Gourdon ou de Jean-Michel Aguirre. Le Stade s'impose 18-14 avec un essai inscrit sur un exploit individuel de Guy Novès. En demi-finale, le futur champion est solide sans être génial: 12-9 pour Béziers et ses joueurs, Armand Vaquerin, Alain Paco, Jean-Louis Martin, Georges Senal, Michel Palmié, Olivier Saïsset, Alain Estève, Richard Astre, Henri Cabrol, René Séguier, ou Jack Cantoni, qui dominent alors le championnat de France (titres en 1971, 1972, 1974, 1975, 1977, 1978, 1980, 1981, 1983 et 1984).
Pour la saison 1978-1979, la formule de championnat est encore modifiée avec deux groupes de quarante clubs, chaque groupe compte quatre poules de dix clubs ; à l'issue de la phase qualificative, les sept premiers de chaque poule du groupe A sont qualifiés pour les seizièmes de finale ainsi que les premiers des poules du groupe B. Le stade fait pour une fois un très bon parcours de phase préliminaire en terminant premier de sa poule et troisième en tout, devancé seulement par les deux grands clubs, Béziers et le RC Narbonne. Le CA Périgueux joue contre le Stade en seizième sur un match et s'incline 18-10. Pour le huitième, c'est Valence qui fait preuve de vaillance et résiste 7-3. Enfin, l'AS Montferrandaise propose une opposition solide en quart-de-finale et le Stade ne parvient pas à passer l'écueil, s'inclinant 12-10. Ont rejoint le Stade en début de saison Jean-Michel Rancoule, Thierry Merlos et Marcel Salsé.
Après avoir renforcé les lignes arrières, le stade toulousain recrute pour la ligne d'avants pour la saison 1979-1980, avec les arrivées de Roger Viel (Graulhet), Christian Breseghello (Saverdun) et de Claude Portolan, international junior formé à Auterive. L'élite est constituée de quatre groupes de dix clubs. À l'issue de la phase qualificative, les huit premiers de chaque groupe sont qualifiés pour les seizièmes de finale. Pour la première fois, seules les équipes du groupe d'élite (groupe A) participent aux seizièmes de finale. Le 30 mars 1980, lors du dernier match de poule, le Stade toulousain joue pour la dernière fois au stade des Ponts-Jumeaux. Les Toulousains l'emportent 29 à 11 contre Aurillac avec des essais de Harize, Santos, Bentaboulet à deux reprises; c'est Bentaboulet qui marque le dernier essai et Serge Gabernet en transformant, inscrit les derniers points entre les poteaux les plus hauts du monde. Les poteaux, sciés à la base pour être transférés au nouveau stade en 1980, ne font plus 22,50 mètres mais 21,35 m. L'équipe qui joue ce dernier match aux Ponts Jumeaux est composé ainsi: Christian Breseghello, Patrick Bentaboulet, Serge Laïrle; Michel Coutin, Jean-Jacques Santos; Jean-Pierre Rives, Jean-Claude Skrela, Roger Viel; Gérald Martinez (m); Jean-Michel Rancoule (o); Guy Novès, Thierry Merlos, Marcel Salsé, Dominique Harize; Serge Gabernet. C'est la même équipe qui dispute la finale du championnat quelques semaines plus tard. Car, si le Stade termine avec une quatrième place de poule la phase préliminaire (onze victoires, un nul et six défaites) derrière Agen, Oloron et Lourdes, le système permet en théorie aux trente-deux qualifiés d'espérer remporter le titre.

## Le renouveau des années 1980
En effet, le Stade toulousain est même alors devenu l'un des tout meilleurs clubs d'Europe (champion de France en 1985, 1986 et 1989 (finaliste en 1980 et 1991), challenge Yves-du-Manoir en 1988 (finaliste en 1984), coupe de France en 1984 (finaliste en 1985)).

## L'ère Guy Novès 1993-2015
Le stade toulousain a alors soulevé le Bouclier de Brennus à neuf reprises, dont quatre consécutives de 1994 à 1997, gagné le Challenge Yves du Manoir en 1993 et 1995, ainsi que la Coupe de France en 1998.
Il est également le premier club à remporter la Coupe d'Europe (trophée éphémère une saison -1996-, du fait de "sa fragilité" étoilée...), pour un total de six finales (record), dont quatre remportées (record).
| Date          | Vainqueur            | Score | Finaliste           | Lieu                         | Spec.  |
| ------------- | -------------------- | ----- | ------------------- | ---------------------------- | ------ |
| 28 mai 1994   | Stade toulousain     | 22-16 | AS Montferrand      | Parc des Princes, Paris      | 48 000 |
| 6 mai 1995    | Stade toulousain     | 31-16 | Castres olympique   | Parc des Princes, Paris      | 48 615 |
| 1er juin 1996 | Stade toulousain     | 20-13 | CA Brive            | Parc des Princes, Paris      | 48 162 |
| 31 mai 1997   | Stade toulousain     | 12-6  | CS Bourgoin-Jallieu | Parc des Princes, Paris      | 43 841 |
| 29 mai 1999   | Stade toulousain     | 15-11 | AS Montferrand      | Stade de France, Saint-Denis | 78 000 |
| 9 juin 2001   | Stade toulousain     | 34-22 | AS Montferrand      | Stade de France, Saint-Denis | 75 000 |
| 7 juin 2003   | Stade français Paris | 32-18 | Stade toulousain    | Stade de France, Saint-Denis | 75 000 |
| 10 juin 2006  | Biarritz olympique   | 40-13 | Stade toulousain    | Stade de France, Saint-Denis | 79 474 |
| 28 juin 2008  | Stade toulousain     | 26-20 | ASM Clermont        | Stade de France, Saint-Denis | 79 793 |
| 4 juin 2011   | Stade toulousain     | 15-10 | Montpellier HR      | Stade de France, Saint-Denis | 78 000 |
| 9 juin 2012   | Stade toulousain     | 18-12 | RC Toulon           | Stade de France, Saint-Denis | 79 612 |

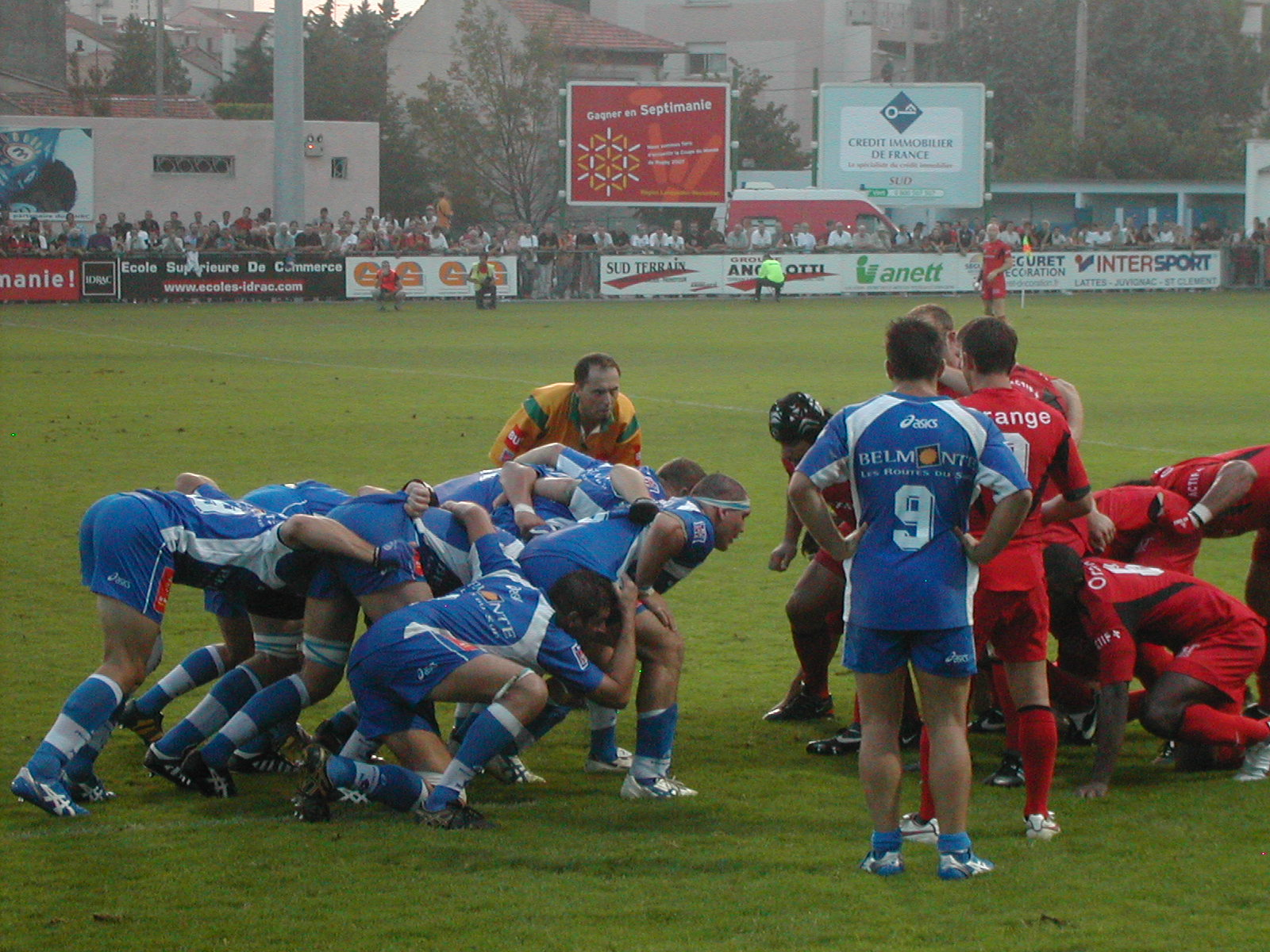
Le Stade face à Montpellier, saison 2005-2006;
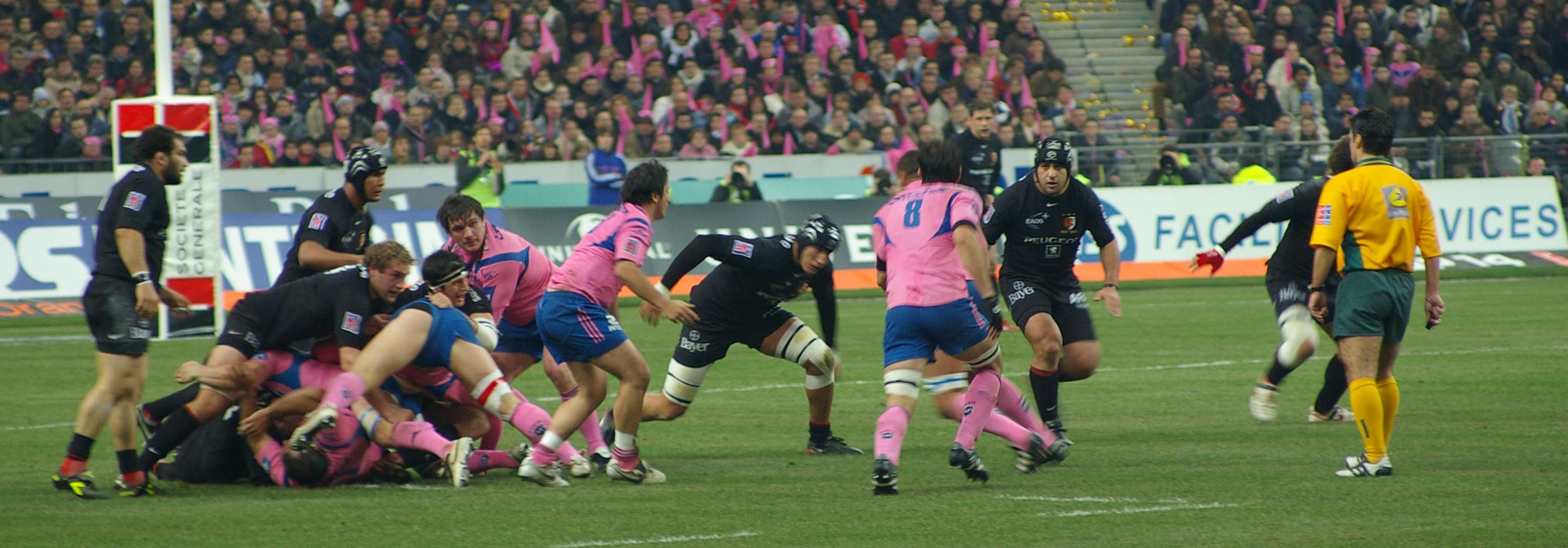
Le Stade au Stade de France, contre le Stade français (janvier 2007);
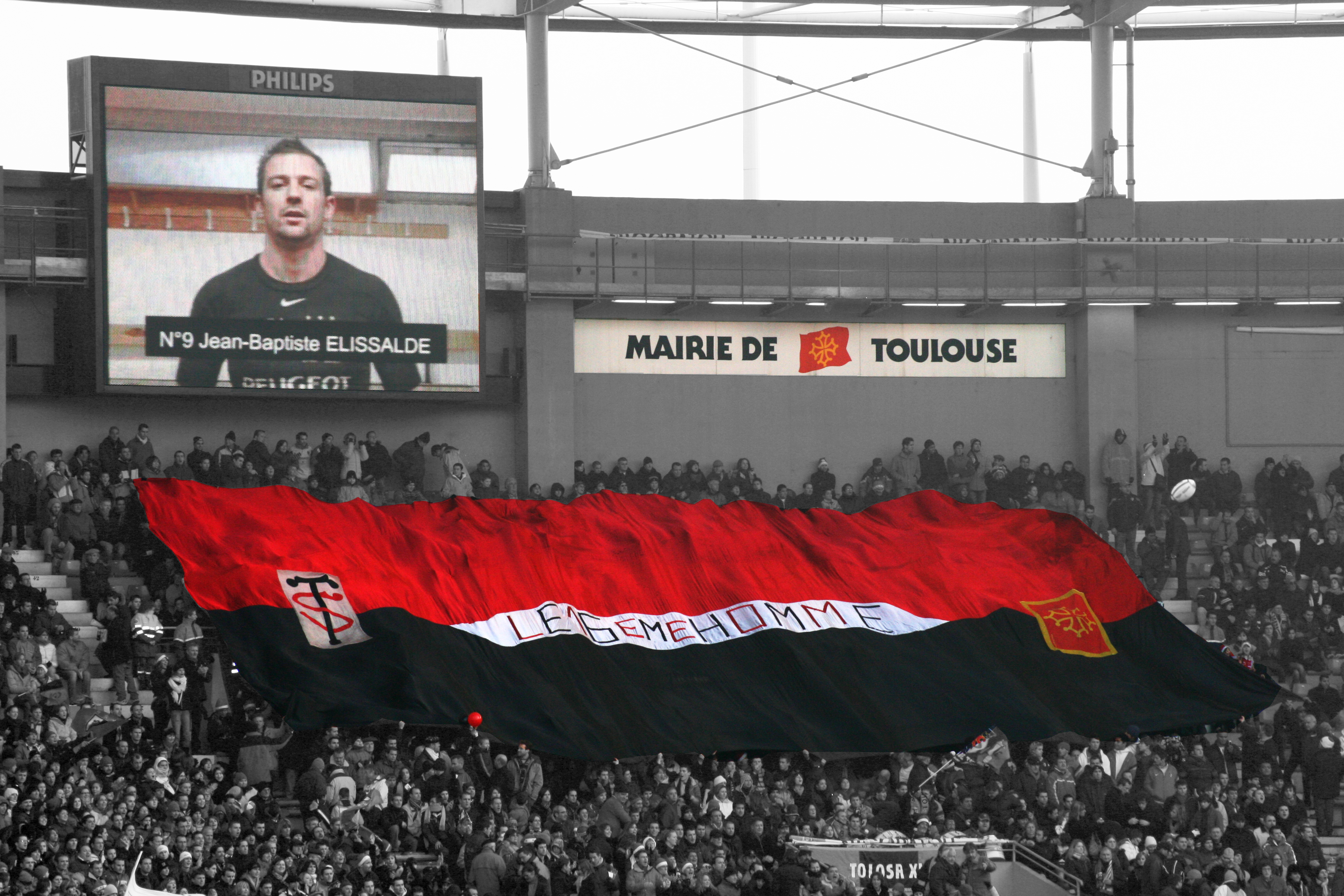
Le public des Sept deniers, saison 2007-2008;
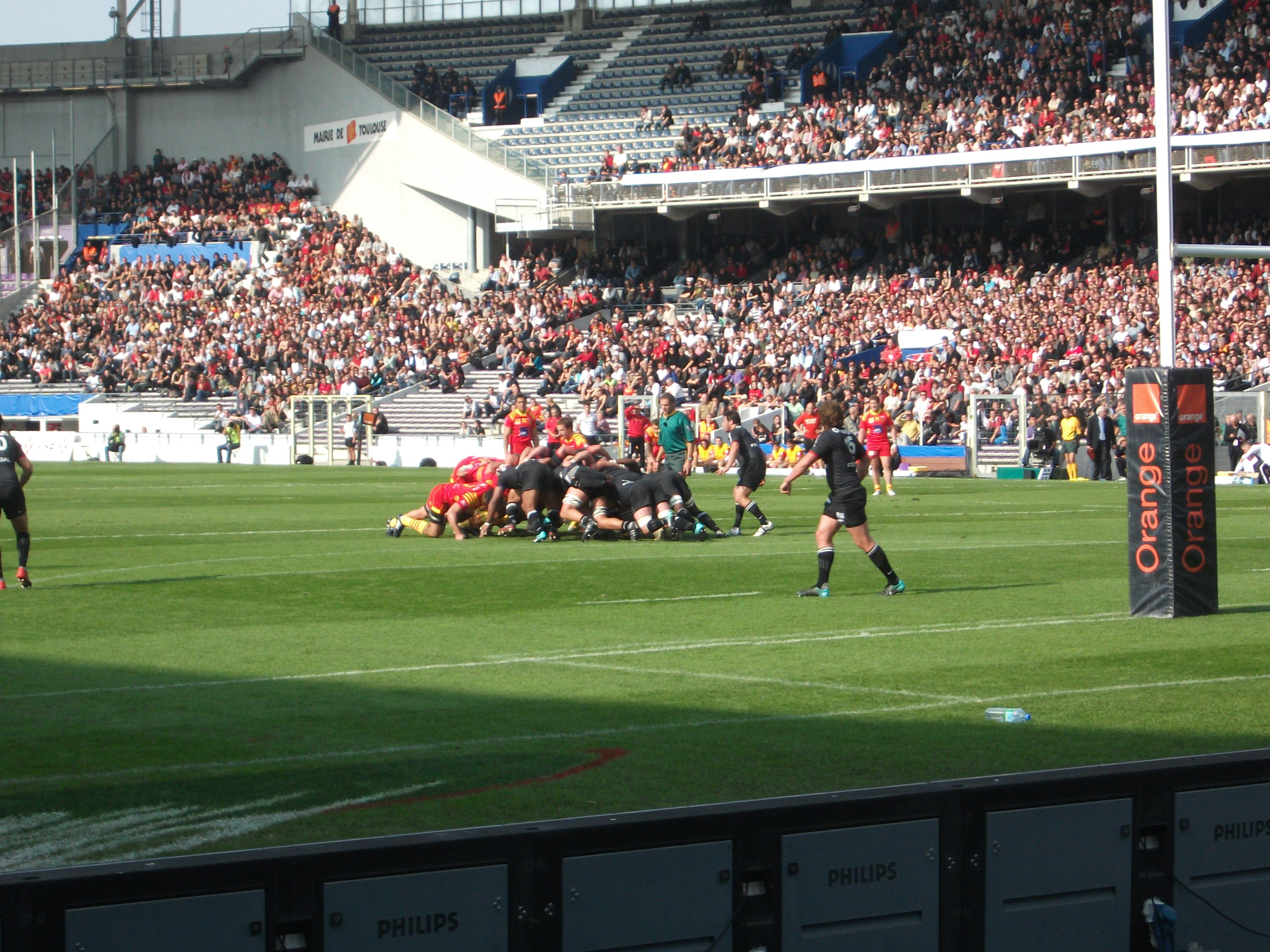
Le Stade face à Perpignan, saison 2010-2011;
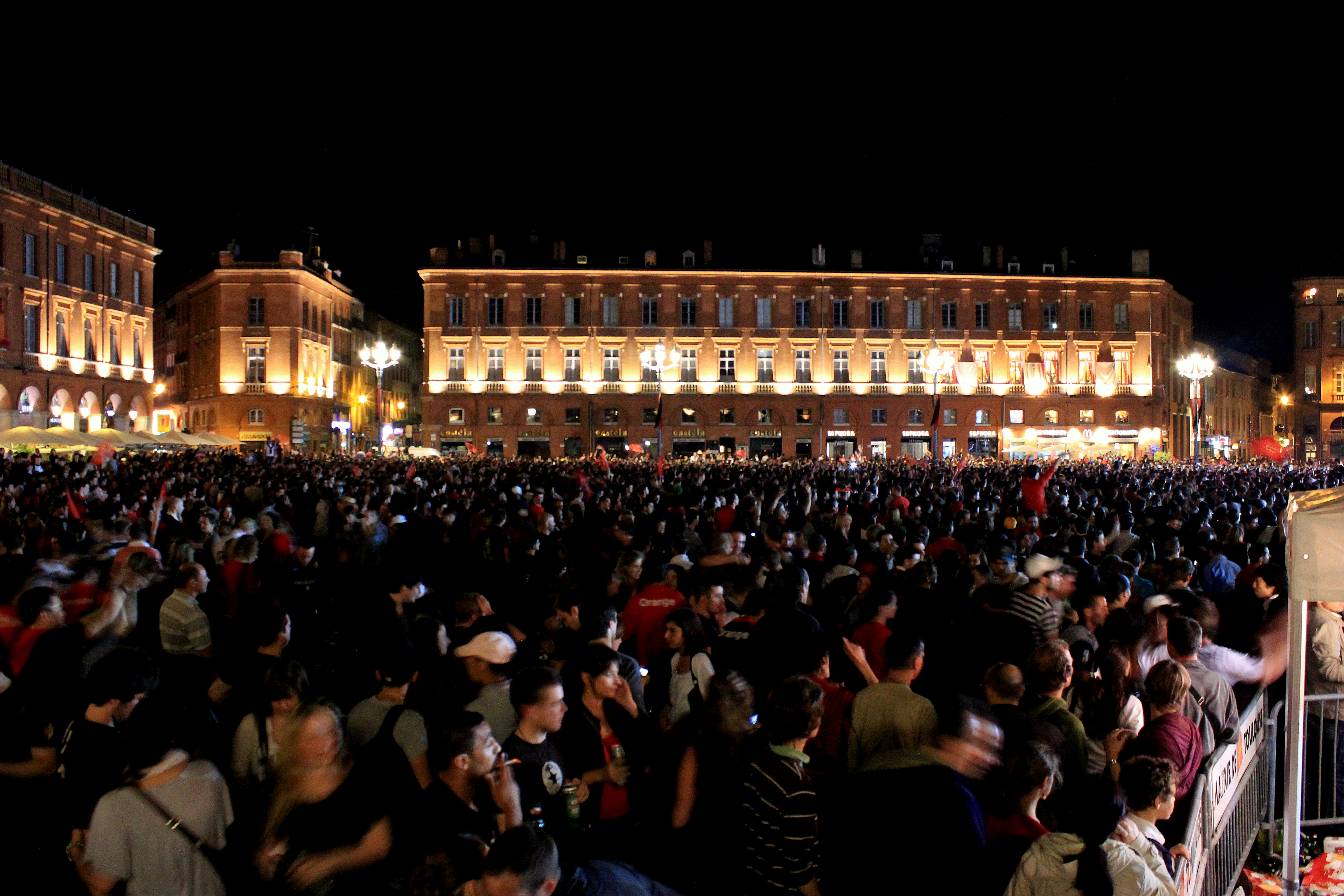
Le Stade place du Capitole, en juin 2011.
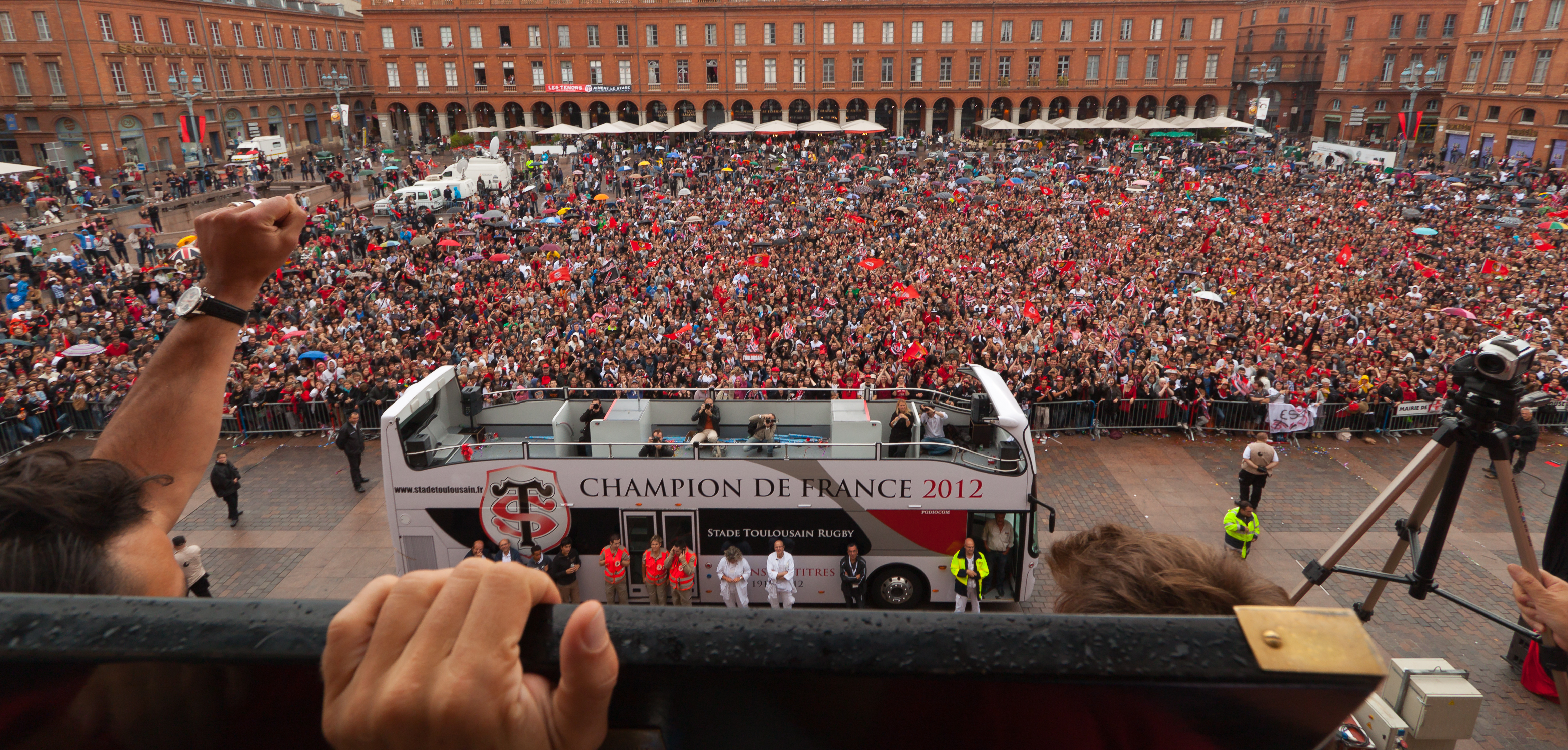
Le Stade place du Capitole, en juin 2012.

| Édition     | Date            | Vainqueur        | Score   | Finaliste          | Notes                   | Lieu                          | Affluence |
| ----------- | --------------- | ---------------- | ------- | ------------------ | ----------------------- | ----------------------------- | --------- |
| 1re édition | 1996, 7 janvier | Stade toulousain | 15 – 15 | Cardiff RFC        | 12-6 mt 21 – 18 ap      | Arms Park Cardiff             | 21 800    |
| 8e          | 2003, 24 mai    | Stade toulousain | 22 – 17 | USA Perpignan      | 19-0 mt                 | Lansdowne Road Dublin         | 28 600    |
| 9e          | 2004, 23 mai    | London Wasps     | 27 – 20 | Stade toulousain   | 13-11 mt                | Twickenham Londres            | 73 057    |
| 10e         | 2005, 22 mai    | Stade toulousain | 12 – 12 | Stade français     | 18 – 12 ap, pas d'essai | Murrayfield Stadium Édimbourg | 51 326    |
| 13e         | 2008, 24 mai    | Munster          | 16 – 13 | Stade toulousain   | 10-6 mt                 | Millennium Stadium Cardiff    | 75 650    |
| 15e         | 2010, 22 mai    | Stade toulousain | 21 – 19 | Biarritz olympique | 12-9 mt.                | Stade de France Saint-Denis   | 78 962    |

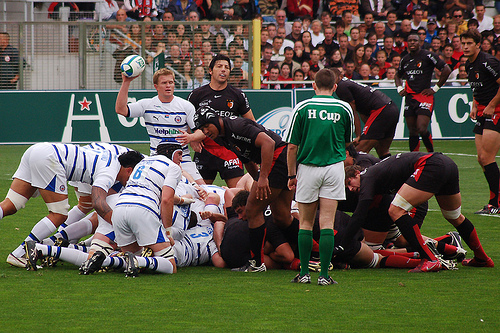
Bath-Stade toulousain (octobre 2008);
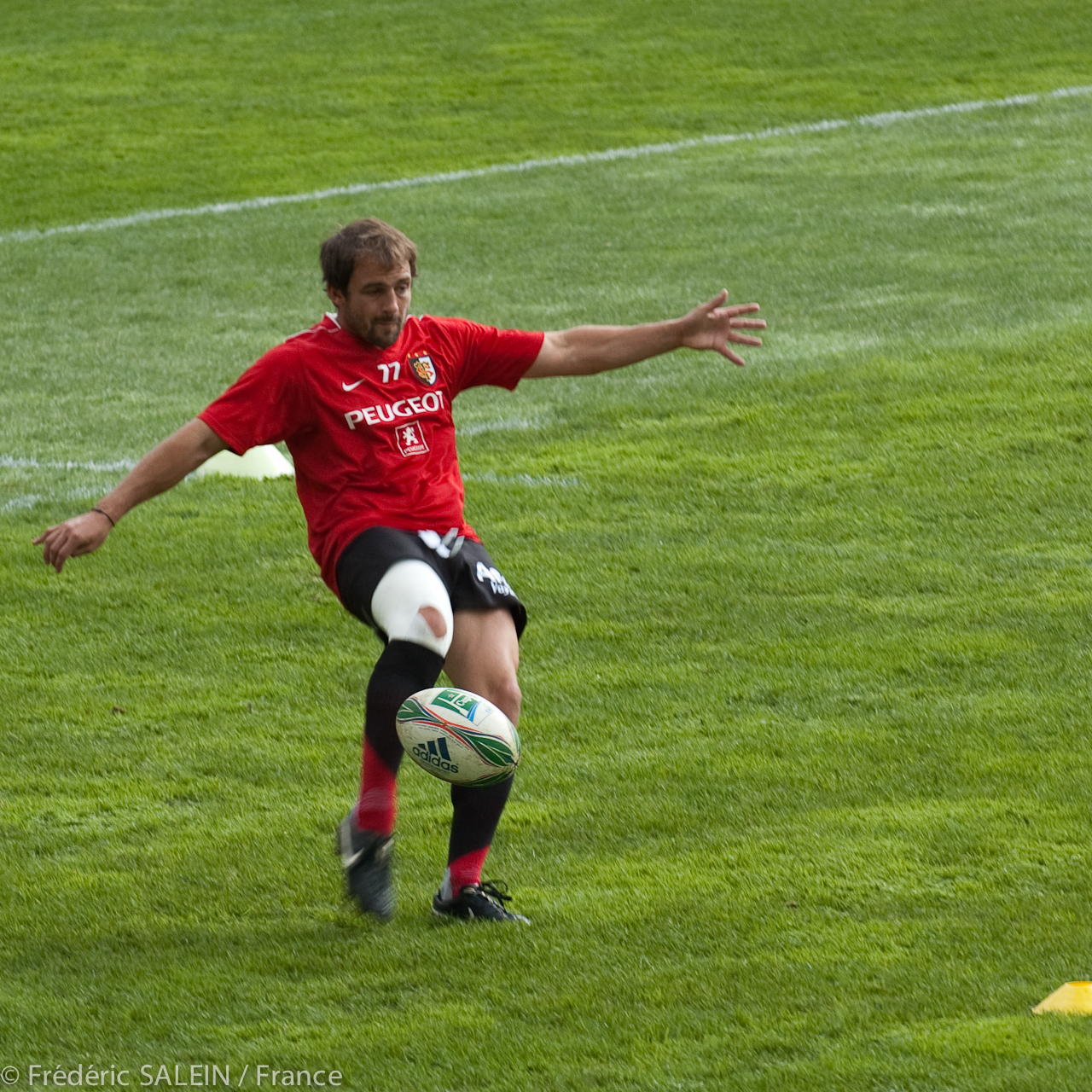
Le Stade reçoit Sale Sharks, au Stadium (octobre 2009);
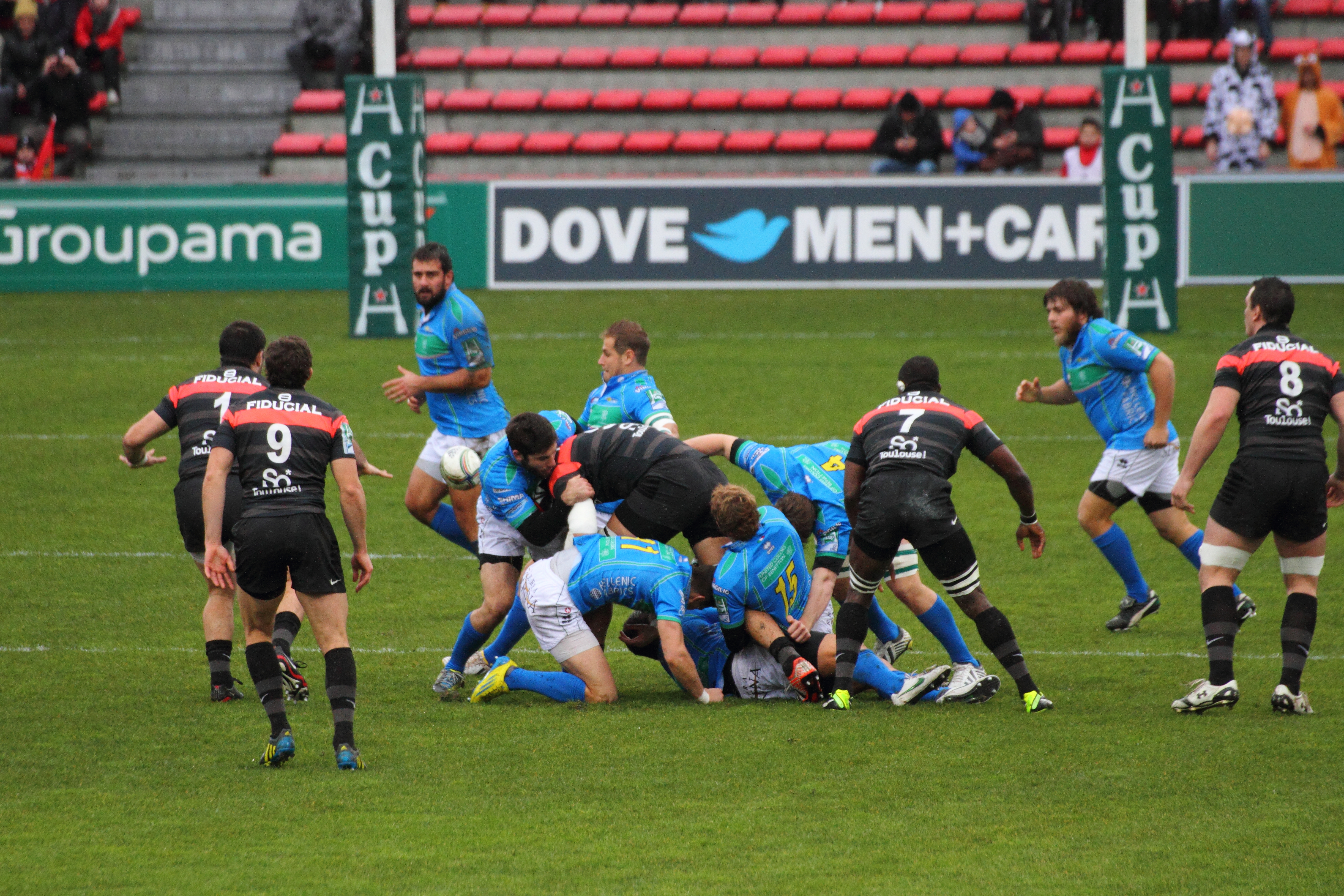
Le Stade reçoit Benetton Trévise (mars 2013);
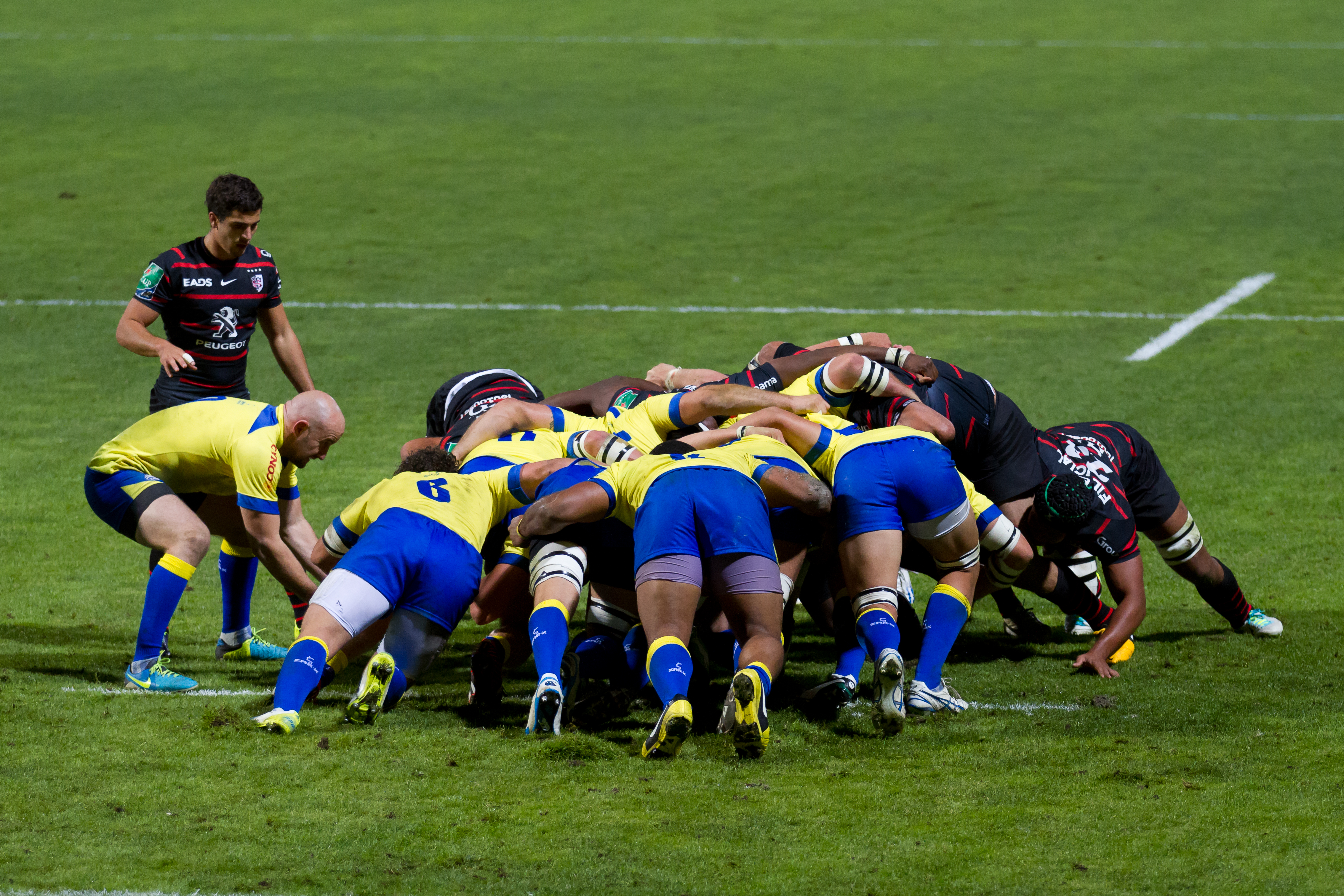
Le Stade reçoit les Zebres (octobre 2013).

## L'ère Ugo Mola (2015-)

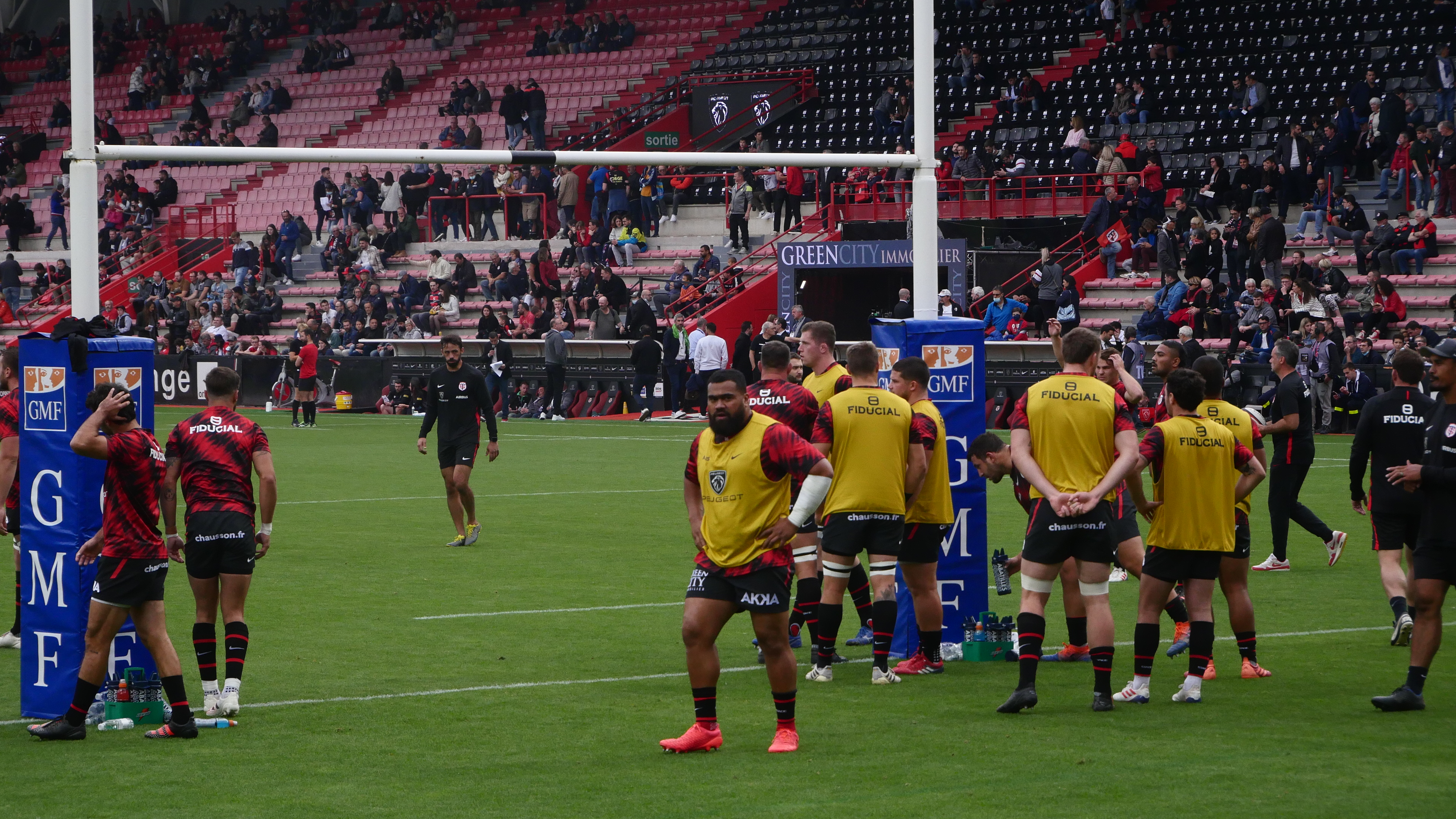
Échauffement des joueurs du Stade toulousain avant un match de la saison de Top 14 2021-2022 sous la direction d'Ugo Mola et de son staff.

Après plusieurs saisons de transition et un large renouvellement de l'effectif, le Stade toulousain retrouve un jeu flamboyant. Terminant à la 3e place du championnat en 2017-2018, Toulouse est cependant éliminé par le Castres olympique qui s'impose sur la pelouse d'Ernest-Wallon en barrages (23-11). En 2018-2019, le Stade toulousain domine la saison et remporte son 20e Bouclier de Brennus. Emmenée par son arrière Cheslin Kolbe, élu meilleur joueur du championnat et vainqueur de la Coupe du monde trois mois plus tard, l'équipe est également menée par des jeunes joueurs qui confirment tout leur potentiel comme Antoine Dupont, François Cros, Peato Mauvaka, Thomas Ramos ou Romain Ntamack.
Précédant la Coupe du monde de rugby 2019, la saison 2019-2020 est arrêtée à cause de la pandémie de Covid-19. A cette occasion, aucun champion n'est désigné et aucune formation n'est reléguée. Pour la première fois depuis la Seconde Guerre mondiale, le championnat de France n'ira pas à son terme. Partiellement reportée, l'édition 2019-2020 de la Champions Cup se poursuit à l'automne. Le Stade toulousain s'incline en demi-finale face aux Exeter Chiefs, futurs champions, sur le score de 28 à 18. La rencontre a lieu le 26 septembre 2020 au Sandy Park d'Exeter.
Pour la saison 2020-2021, le Stade toulousain réalise l'une des plus belles saison de son histoire en réalisant le doublé Top 14 et Champions Cup. Que cela soit en Europe ou au niveau national, les deux finales se joueront face au Stade rochelais. La finale européenne est notamment marquée par le carton rouge de Levani Botia pour un plaquage haut sur Maxime Médard. Le score final sera de 22 à 17 en la faveur des hommes d'Ugo Mola. L'Argentin Juan Cruz Mallia inscrit l'unique essai toulousain du match. Plus tôt dans la compétition, le Stade toulousain était notamment venu à bout du Munster, puis de deux équipes françaises, l'ASM Clermont Auvergne et l'Union Bordeaux Bègles.
La finale du Championnat de France 2020-2021, elle, se déroulera sans la présence de l'habituel ouvreur toulousain, Romain Ntamack. Ce dernier, comotionné, est remplacé par Thomas Ramos qui marque 15 des 18 points de son équipe. L'arrière sud-africain Cheslin Kolbe inscrira également un drop mythique de plus de 50 mètres. Dans un Stade de France vide pour raisons sanitaires, cette nouvelle génération toulousaine soulèvera son second Bouclier de Brennus, le 21e de l'histoire du club. Pour fêter le titre, les joueurs toulousains paradent le long des allées Jean-Jaurès à Toulouse dans un bus spécialement décoré. Dans le véhicule, ils sont rejoints par l'équipe espoir, également champion de France cette même année. Plus de 12 000 personnes étaient présentes à cet évènement. Pour l'occasion, le demi de mêlée Antoine Dupont déclarera : « On s’est entraîné dur toute l’année. Aujourd’hui, c’est la récompense. C’est un moment particulier après plus d’un an assez compliqué. On est une grande famille, se revoir fait vraiment plaisir. »

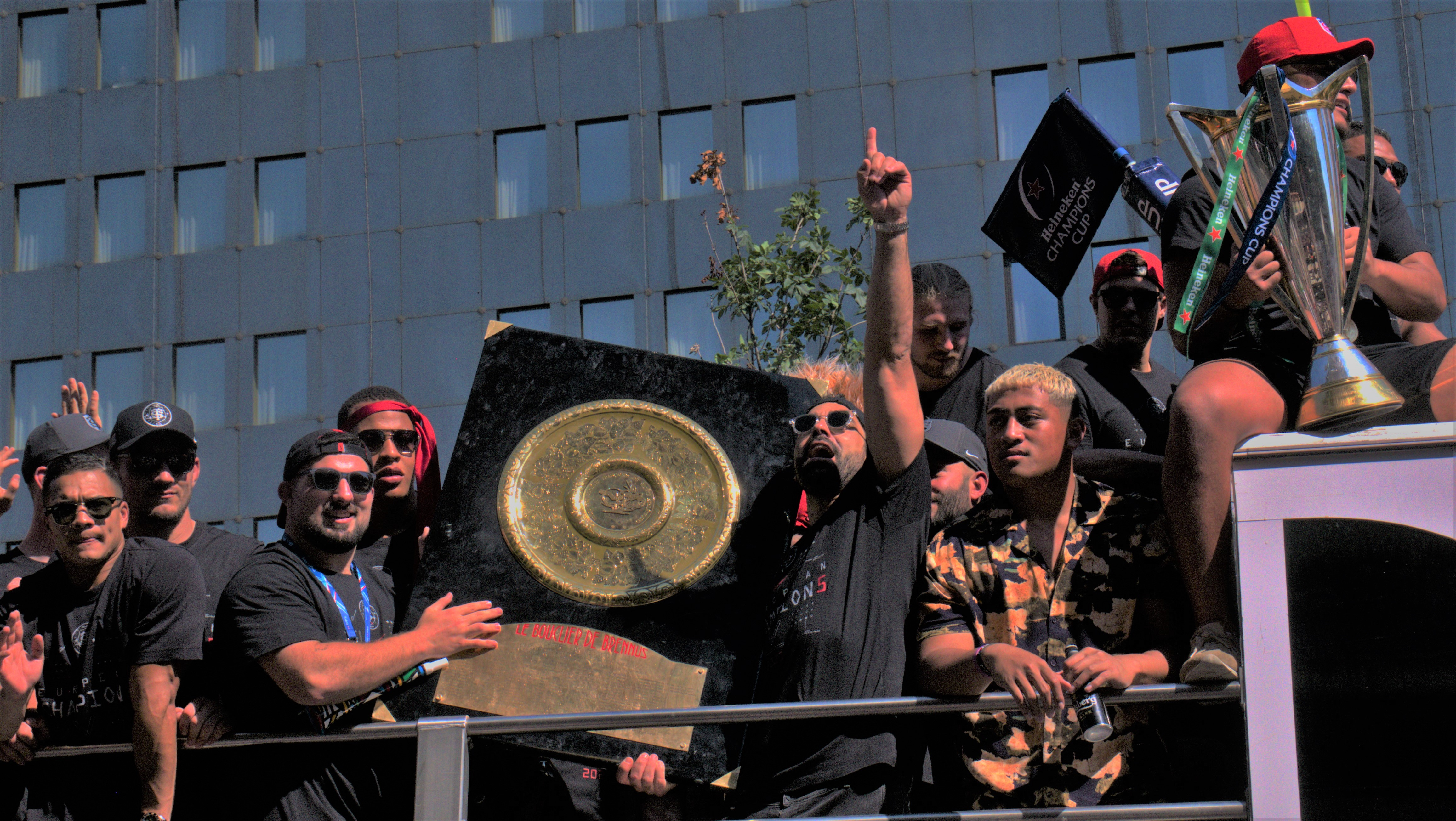
Les joueurs fêtant le doublé lors de la parade du Stade toulousain dans les rues de Toulouse.
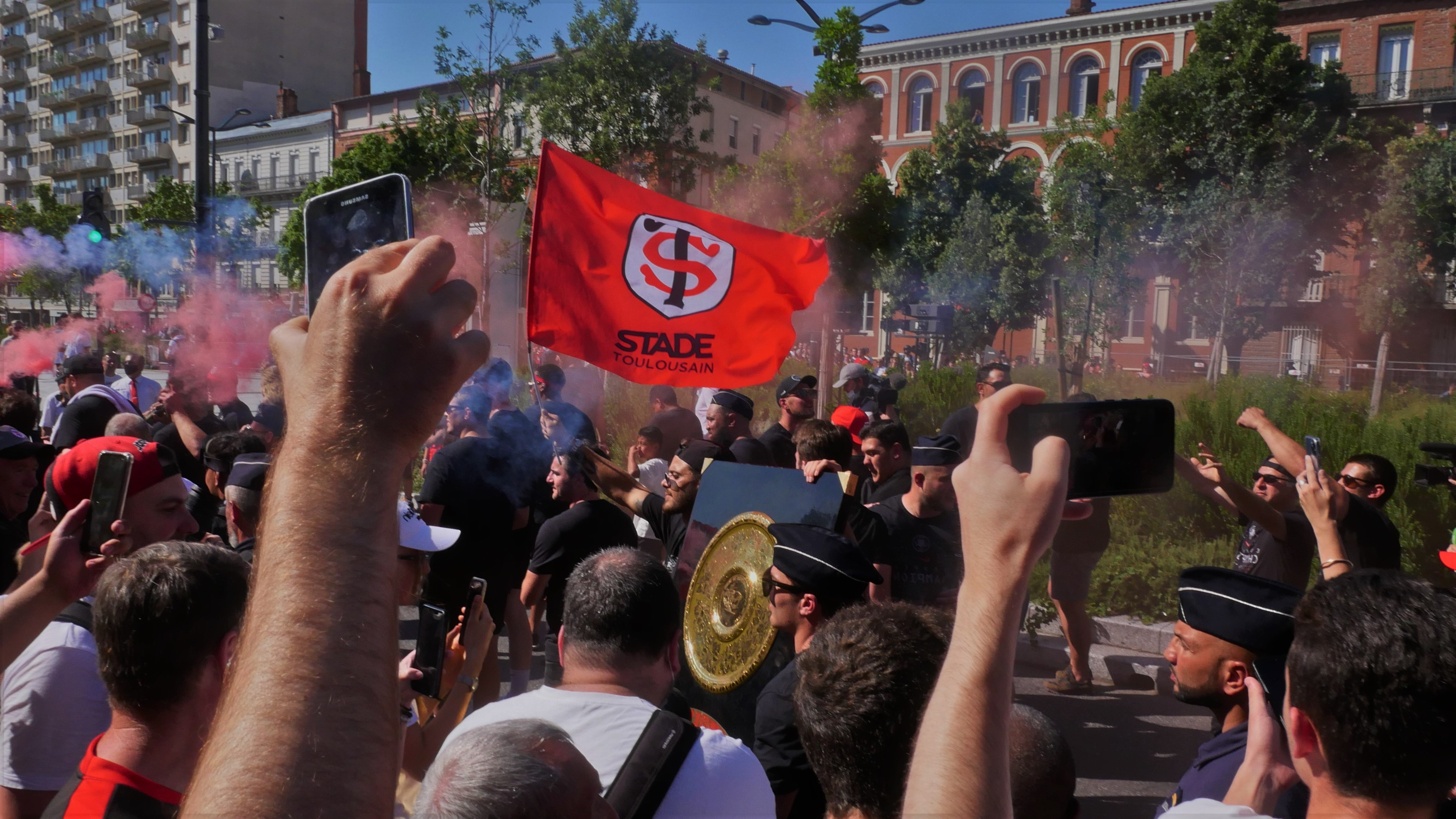
Les supporters saluant le Bouclier de Brennus lors de la parade du Stade toulousain dans les rues de Toulouse.
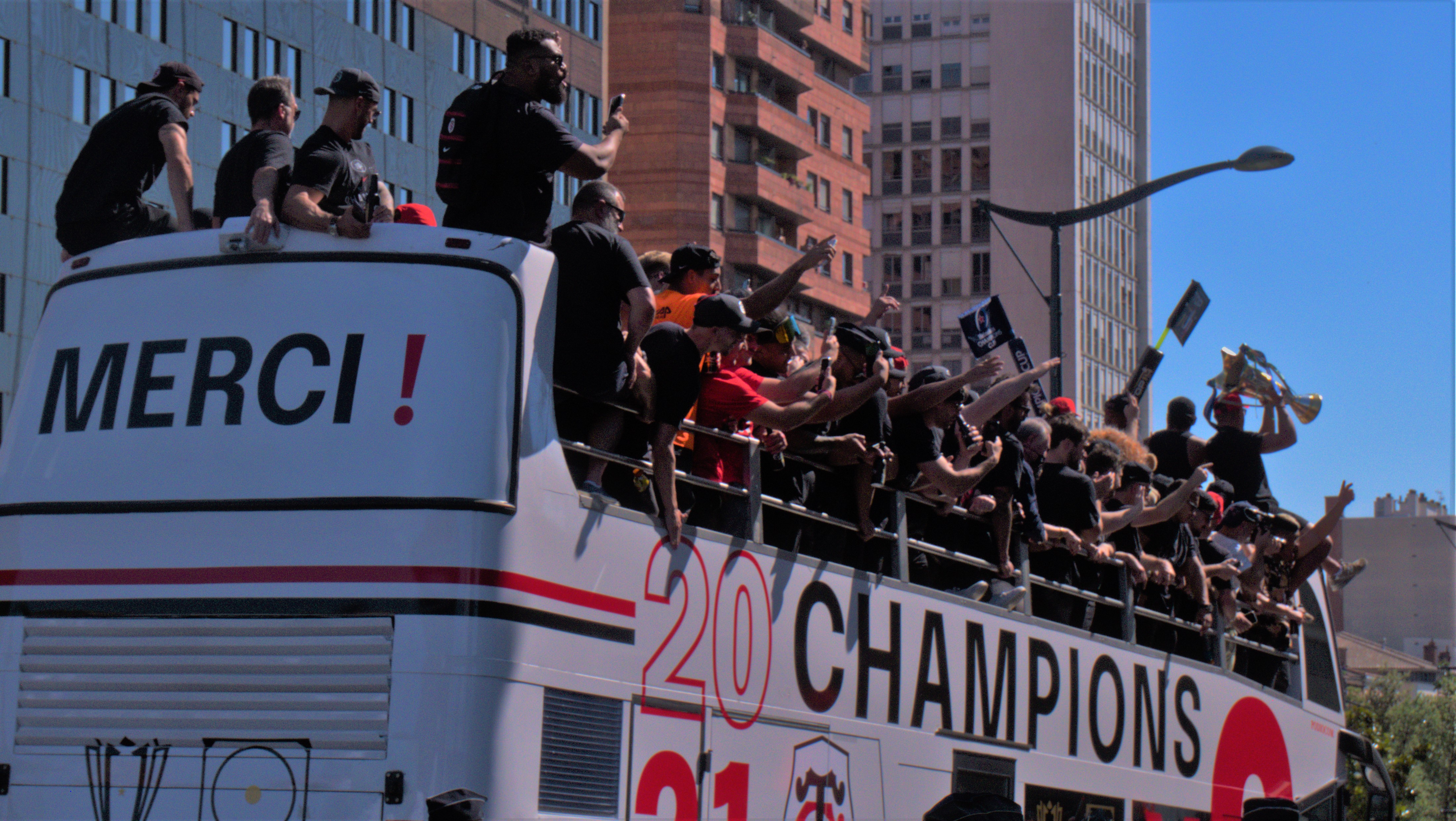
Bus du Stade toulousain décoré spécialement pour fêter le doublé.
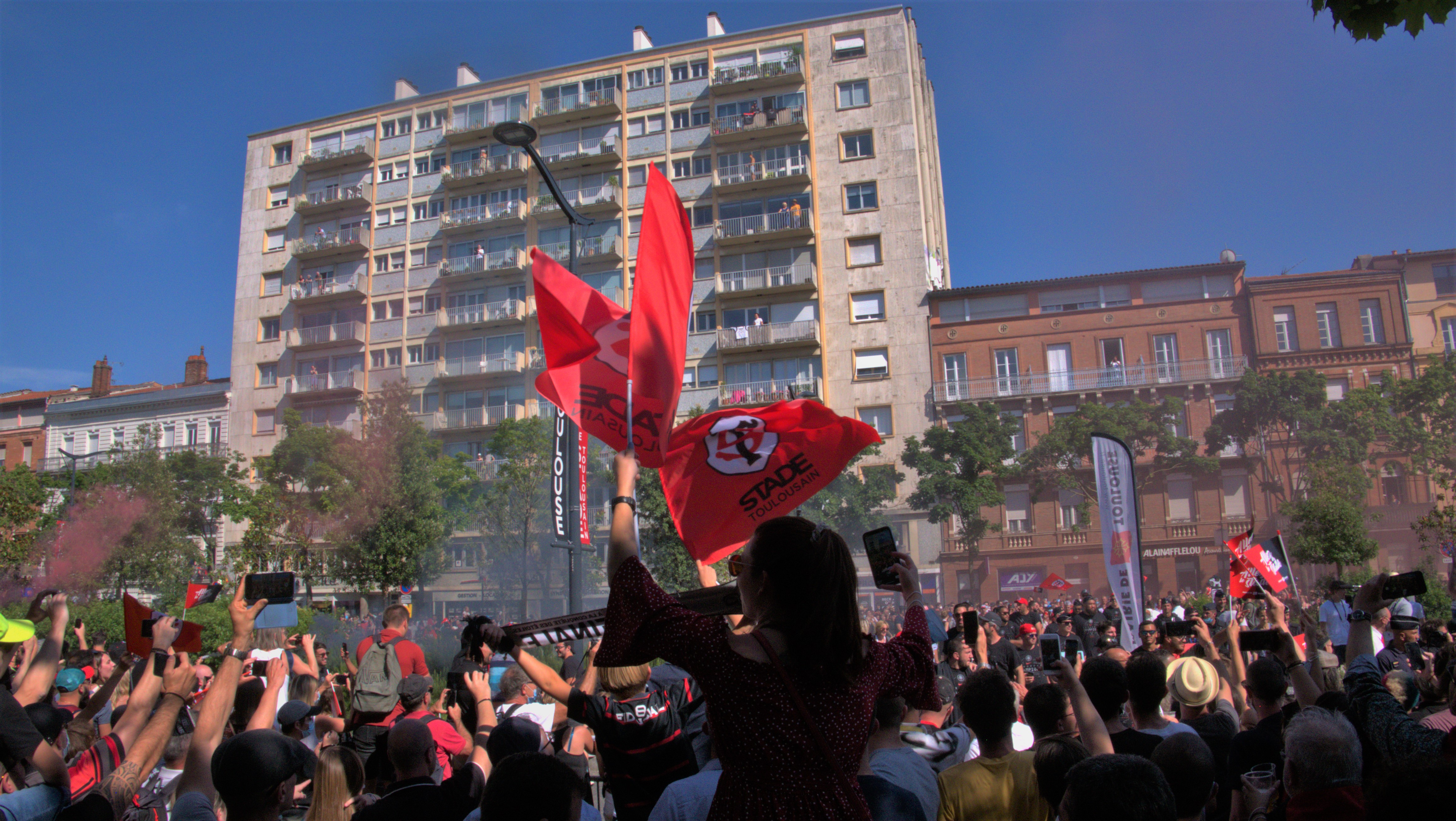
Supporters lors de la parade du Stade toulousain dans les rues de Toulouse.

L'été qui suit voit le départ de Cheslin Kolbe. Devenu la coqueluche des supporters toulousains depuis son arrivée, son départ fait beaucoup de bruit dans la Ville Rose. Ce dernier s'engage en faveur du Rugby club toulonnais, où joue son compatriote Eben Etzebeth. L'annonce de ce transfert sera vécu comme une trahison par un grand nombre de fans. En revanche, son départ rapporte une somme importante au club champion de France. Son nouveau club aurait dépensé entre 1 et 1,5 million € pour acquérir ses services. Dans un communiqué officiel, le président du Stade toulousain, Didier Lacroix, réagira au départ du joueur. Sa déclaration a pour but de clarifier la situation autour du départ du Springboks et d'évoquer les sentiments relatifs à cet évènement. Il dit : « Le départ d’un joueur comme Cheslin Kolbe fait partie de ces moments si particuliers dans la vie d’un club où se conjuguent émotion, reconnaissance et transmission. S’il convient de saluer le parcours d’un joueur qui s’est révélé sous nos couleurs et a contribué à en sublimer le palmarès, le club reste fidèle à son projet sportif, aux hommes qui l’animent, ainsi qu’à des choix de gestion rigoureux qui conditionnent plus que jamais les victoires de demain. L'intérêt et la défense de l'institution Stade Toulousain prévalent sur tout et restent ma priorité pour demeurer fidèle à nos valeurs. »

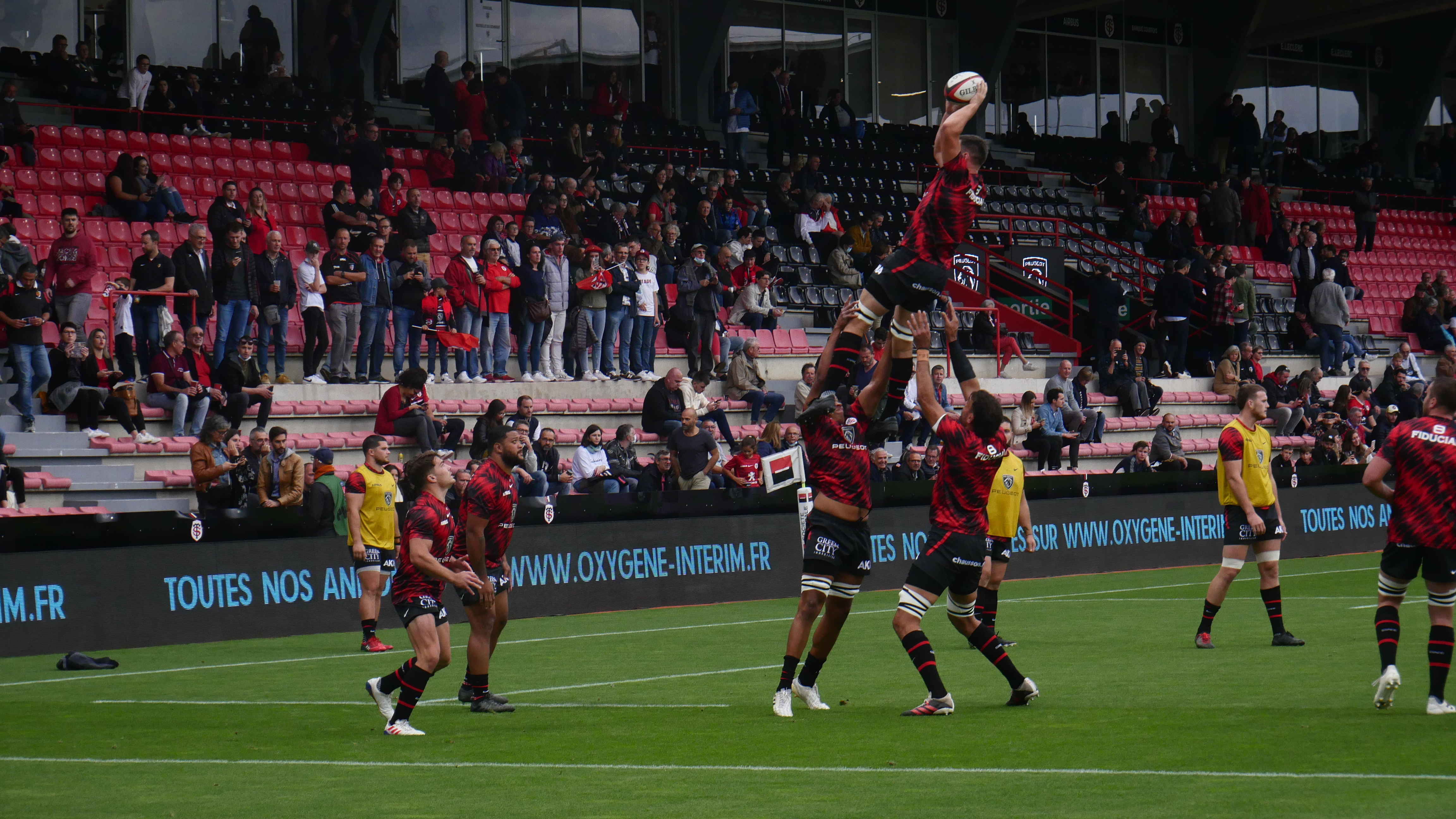
Les joueurs du Stade toulousain s'entraînant au lancer avant une rencontre de Top 14 2021-2022.

Lors du début de saison 2021-2022, le club domine les premières journées de Top 14. Cependant, une défaite face au LOU Rugby (25 à 19) puis au Racing 92 (27 à 18) crée une dynamique sportive fluctuante en octobre. Le 4 décembre 2021, le Stade toulousain, premier du championnat, perd face à l'Union Bordeaux Bègles, alors deuxième, à l'occasion de la 12e journée de Top 14. Cette défaite sera le début de l'une des pires séries de matchs de l'histoire du club. Avec 6 défaites consécutives en championnat, c'est même la pire série de son histoire professionnelle. Après 8 rencontres consécutives sans victoire toutes compétitions confondues, les rouges et noirs parviennent enfin à renouer avec la victoire en battant l'Union Bordeaux Bègles sur le score de 12 à 11 le 27 février 2022 au stade Ernest-Wallon. En demi-finale du Top 14, à l'Allianz Riviera de Nice, Toulouse est éliminé par le
Castres olympique (24-18), premier de la phase régulière du championnat.
| Date        | Équipe 1         | Score      | Équipe 2         | Lieu                               | Affluence |
| ----------- | ---------------- | ---------- | ---------------- | ---------------------------------- | --------- |
| 22 mai 2021 | Stade toulousain | 22 - 17    | Stade rochelais  | Twickenham Stadium, Londres        | 10 000    |
| 25 mai 2024 | Leinster         | 22 - 31 ap | Stade toulousain | Tottenham Hotspur Stadium, Londres | 61 531    |

| Date         | Équipe 1         | Score   | Équipe 2              | Lieu                         | Affluence |
| ------------ | ---------------- | ------- | --------------------- | ---------------------------- | --------- |
| 15 juin 2019 | Stade toulousain | 24 - 18 | ASM Clermont Auvergne | Stade de France, Saint-Denis | 79 786    |
| 25 juin 2021 | Stade toulousain | 18 - 8  | Stade rochelais       | Stade de France, Saint-Denis | 14 000    |
| 17 juin 2023 | Stade toulousain | 29 - 26 | Stade rochelais       | Stade de France, Saint-Denis | 79 804    |
| 28 juin 2024 | Stade toulousain | 59 - 3  | Union Bordeaux Bègles | Orange Vélodrome, Marseille  | 66 760    |